# Sama-Bajau
I Sama-Bajau sono alcuni gruppi etnici austronesiani del Sud Est Asiatico marittimo originari del sud delle Filippine. Il nome, nel suo insieme, si riferisce a quelle persone che si fanno chiamare Sama o Samah, o che sono conosciute con l'esonimo Bajau, scritto anche Badjao, Bajaw, Badjau, Badjaw, Bajo o Bayao) e Samal o Siyamal (quest'ultimo considerato offensivo). Di solito conducono uno stile di vita marittimo, e per la navigazione utilizzano piccole imbarcazioni di legno come il perahu (layag in maranao), il djenging, il balutu, la lepa, il pilang e la vinta (o lepa-lepa). Alcuni gruppi Sama-Bajau nativi del Sabah sono conosciuti anche per la loro tradizionale cultura del cavallo.
Tradizionalmente, i Sama-Bajau vengono dalle numerose isole dell'Arcipelago di Sulu nelle Filippine, dalle coste del Mindanao, dal nord e dall'est del Borneo, dalla Celebes e da ogni parte delle isole orientali dell'Indonesia. Nelle Filippine sono raggruppati con il popolo Moro, a loro religiosamente simili. Negli ultimi cinquant'anni, a causa dello scontro con i Moro, molti dei Sama-Bajau filippini sono migrati nella confinante Malaysia e nelle isole settentrionali delle Filippine. Fino al 2010 sono stati il secondo gruppo etnico più ampio in Sabah, stato della Malesia.
A volte, i Sama-Bajau sono stati chiamati i Gitani del Mare o Nomadi del Mare, termini utilizzati anche per gruppi etnici non correlati ma con stili di vita tradizionali simili, come i Moken dell'Arcipelago birmano-tailandese di Mergui e gli Orang Laut del Sumatra sud-orientale e delle Isole Riau dell'Indonesia. La moderna espansione dei Sama-Bajau dalle aree anticamente abitate verso l'esterno sembra essere stata associata allo sviluppo di un commercio marittimo dei cetrioli di mare (trepang).

## Etnonimo

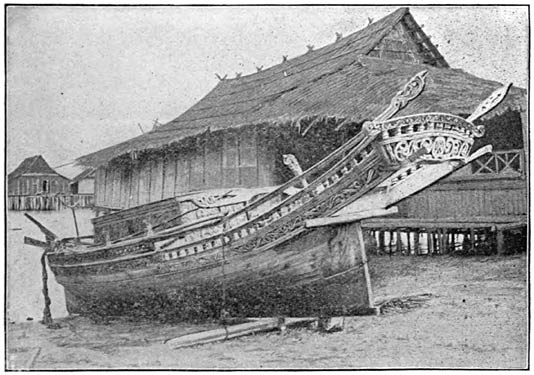
Una casa-barca Sama lepa dale Filippine

Come il termine Kadazandusun, Sama-Bajau è un termine collettivo, utilizzato per descrivere diversi popoli indigeni strettamente legati che si considerano come un singolo distinto bangsa (gruppo etnico o nazione). La denominazione Sama o Bajau per questi gruppi di popoli è generalmente accettata, mentre nelle Filippine non si chiamano mai Bajau, ma piuttosto con i nomi delle loro tribù, di solito il luogo in cui vivono o il luogo di origine. Per esempio, i Sama-Bajau marittimi nelle Filippine preferiscono essere chiamati i Sama Dilaut o Sama Mandilaut (letteralmente Sama del mare o Sama dell'oceano), mentre in Malesia si identificano come Bajau Laut.

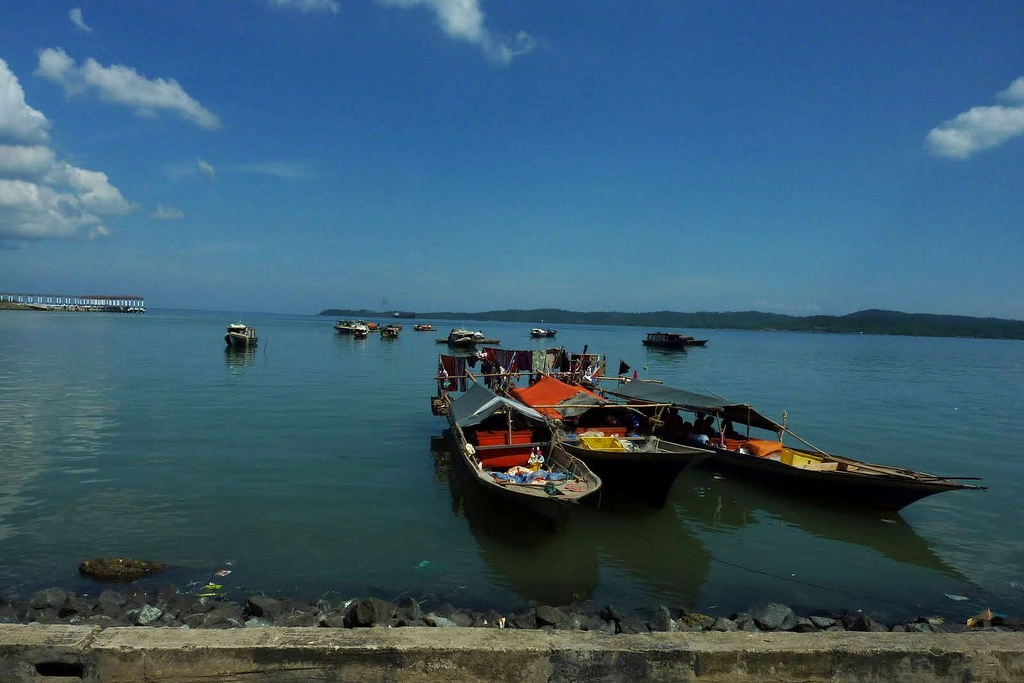
Una flottiglia Sama-Bajau a Lahad Datu, Sabah, Malaysia

Storicamente, nelle Filippine il termine Sama era utilizzato per descrivere i gruppi Sama-Bajau più orientati alla terra ferma e stabili, mentre Bajau era utilizzato per descrivere i gruppi più marittimi, nomadi, che vivevano sulle imbarcazioni. Queste distinzioni stanno svanendo, dato che la maggior parte dei Sama-Bajau ha abbandonato da molto tempo la vita sulle barche in favore di palafitte in stile Sama nelle acque basse costali.
Si pensa che il termine "Sama" si sia originato dalla radice austronesiana sama col significato di insieme, uguali o stirpe. L'esatta origine dell'esonimo Bajau non è chiara. Alcuni autori hanno ipotizzato che sia derivato da una contaminazione della parola malese berjauh (diventare più distanti o lo stato di essere lontano).
Altre possibile origini includono la parola del Brunei malese bajaul, che significa pescare. Il termine Bajau nelle Filippine ha una connotazione peggiorativa, che indica povertà in comparazione al termine Sama, specialmente considerando che viene utilizzato più comunemente per riferirsi ai Sama-Bajau in condizioni di povertà e che si guadagnano da vivere mendicando.
I magistrati inglesi a Sabah hanno classificato i Sama-Bajau come Bajau, e li hanno etichettati come tali nei certificati di nascita. In questo modo i Sama-Bajau in Malesia possono auto-identificarsi per questioni politiche come Bajau o anche Malay (anche se il termine preferito è Sama), a causa del riconoscimento governativo dei Sama-Bajau come legalmente Bumiputra (indigeni nativi) sotto il nome Bajau. Ciò assicura il facile accesso ai privilegi speciali garantiti ai malesi, soprattutto ai recenti migranti Moro filippini. I Sama-Bajau indigeni in Malesia hanno iniziato anche a etichettarsi come Simunul, come si facevano chiamare i loro antenati.

## Storia e origini
Sama-Bajau
     Orang Laut
     Moken

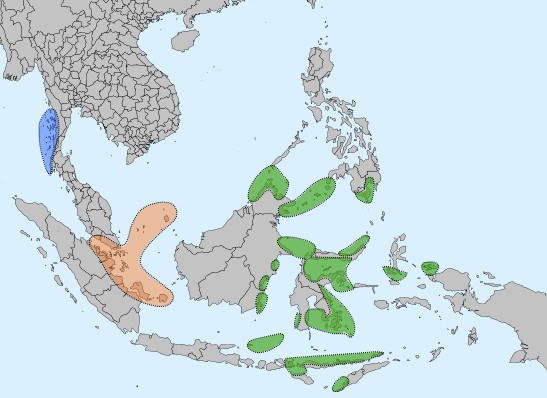
Regioni abitate dai popoli conosciuti di solito come "Nomadi del mare"
Sama-Bajau
Orang Laut
Moken

Per la maggior parte della loro storia, i Sama-Bajau sono stati un popolo nomade e navigante, vivendo di mare tramite il commercio e pesca di sussistenza. I Sama-Bajau che vivono sulle imbarcazioni si considerano un popolo non aggressivo.  Si sono tenuti vicini alle coste erigendo palafitte e viaggiando usando le lepa, barche fatte a mano in cui molti vivevano.

### Tradizioni orali
Molte delle varie tradizioni orali e tarsila (genealogie regali) tra i Sama-Bajau hanno un tema in comune, che sostiene l’origine del popolo come terrestre e suddito di un re che aveva una figlia. Dopo averla persa, sia perché spazzata via dal mare (da una tempesta o un'inondazione) o perché imprigionata da un regno confinante, il sovrano presumibilmente ordinò al popolo di ritrovarla. Ma dopo aver fallito, la popolazione decise di rimanere nomade per la paura di affrontare l'ira del sovrano.
Una versione ampiamente raccontata tra i Sama-Bajau del Borneo sostiene la discendenza dalle guardie reali di Johor, che stavano scortando una principessa chiamata Dayang Ayesha a un matrimonio con un sovrano in Sulu. Della principessa però si innamorò anche il sultano del Brunei (presumibilmente Muhammad Shah del Brunei). Sulla strada per Sulu, furono attaccati dai Bruneiani in alto mare, la principessa fu imprigionata e sposò invece il Sultano del Brunei. I cavalieri, avendo perso la principessa, decisero di stabilirsi in Borneo e in Sulu invece di tornare a Johor.
Al contrario, nelle storie dei Sama-Bajau indonesiani viene data più importanza alla relazione tra i Sama-Bajau e il Sultanato di Gowa, invece che con quello di Johor. Le varie versioni del loro mito di origine raccontano di una principessa spazzata via da un'inondazione. Fu ritrovata, e alla fine sposò un re o un principe del Gowa. I loro figli divennero poi gli antenati dei Sama-Bajau indonesiani.
Comunque sia, esistono altre versioni più mitologiche e che non menzionano nessuna principessa. Tra i Sama-Bajau filippini, per esempio, esiste un mito che afferma che i Sama-Bajau furono accidentalmente portati in quello che ora è la Zamboanga da una pastinaca gigante.
Accidentalmente, il nome nativo pre-ispanico della città di Zamboanga è Samboangan (letteralmente luogo di attracco), che fu derivato dalla parola Sinama per il palo di ormeggio sambuang o samboang.

### Ricerche moderne e origini

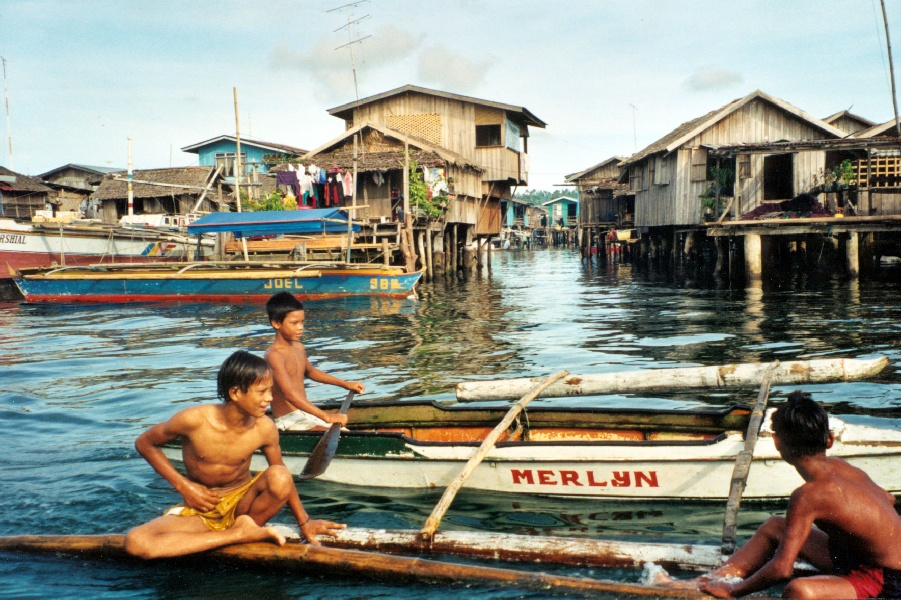
Bambini Sama-Bajau in Basilan, Filippine

I miti di origine che affermano la discendenza da Johor o Gowa sono stati ampiamente rifiutati dagli studiosi moderni, soprattutto perché questi regni furono stabiliti troppo recentemente per spiegare la differenza etnica.
Se i Sama-Bajau siano indigeni dei loro attuali territori o se vi si stabilirono da altre parti, però, è ancora incerto. Linguisticamente sono separati dalle popolazioni vicine, specialmente dal popolo Tausūg, che è più vicino ai gruppi etnici a nord delle Filippine come i Visayans.
Nel 1965, l'antropologo David E. Sopher affermò che i Sama-Bajau, così come gli Orang laut, discendevano dagli antichi Veddoid (Australoidi).. Mantennero il loro stile di vita di cacciatori e raccoglitori, anche se acquisirono un orientamento più marittimo, considerando che il sud est asiatico divenne popolato dai successivi colonizzatori Austronesiani come i Malesi.

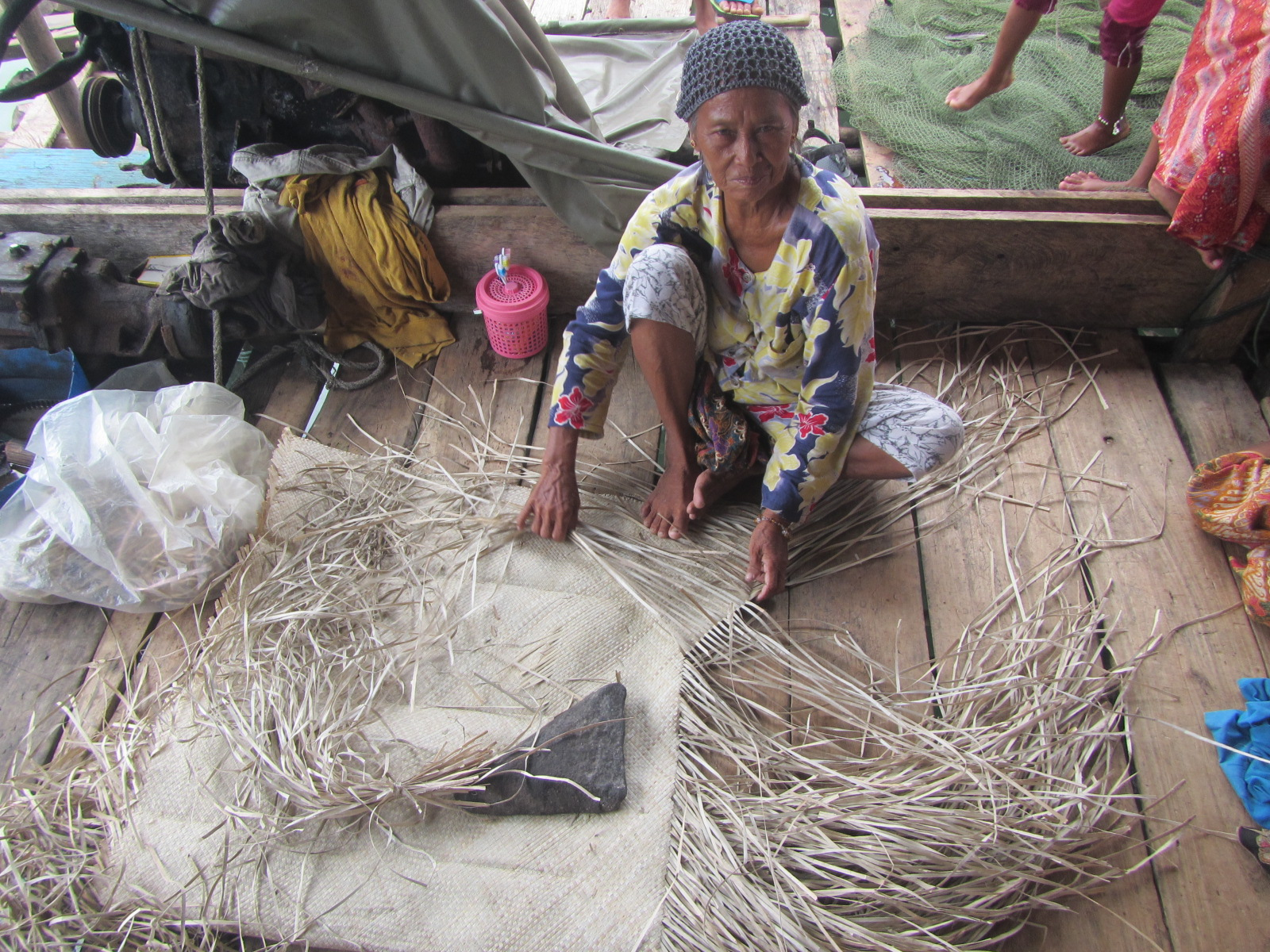
Una donna Sama mentre crea un tappeto tradizionale a Semporna, Sabah, Malesia

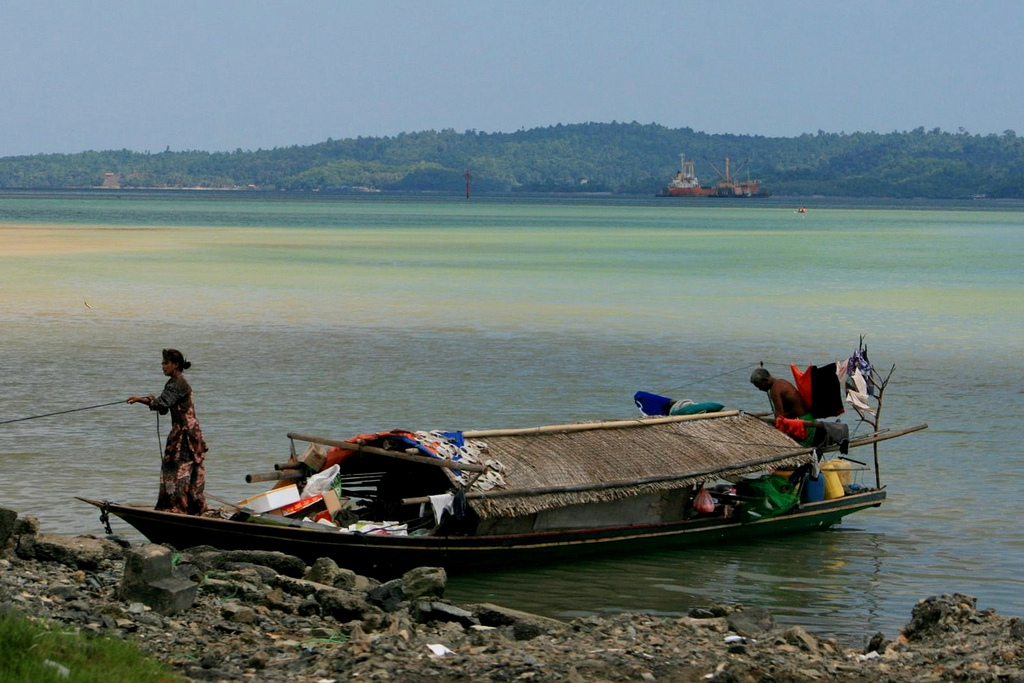
Una donna Sama-Bajau mentre ormeggia una barca di famiglia (banglo) in Malesia

D'altro canto, nel 1968 l'antropologo Harry Arlo Nimmo credeva che i Sama-Bajau fossero indigeni dell'arcipelago di Sulu, del Sulawesi e/o del Borneo, e che non hanno un’origine in comune con gli Orang laut. Nimmo ipotizzò che lo stile di vita sulle imbarcazioni si sviluppò, tra gli antenati dei Sama-Bajau, indipendentemente dagli Orang Iaut.
Uno studio più recente del 1985 condotto dall'antropologo Alfred Kemp Pallasen compara le tradizioni orali con i fatti storici e prove linguistiche. Egli stabilisce la data dell'etnogenesi dei Sama-Bajau all'800 AC., e inoltre nega una connessione storica tra i Sama-Bajau e gli Orange laut. Egli ipotizza che i Sama-Bajau abbiano avuto origine da una popolazione proto-Sama-Bajau, che abitava la Penisola di Zamboanga e praticava sia la pesca che l'agricoltura del “taglia e brucia” (debbio). Essi erano gli abitanti originali della Zamboanga e dell'Arcipelago di Sulu , ed erano ben stabiliti nella regione già da molto prima dell'arrivo del popolo Tausūg (nel XIII secolo circa) dalla loro terra natia lungo la costa nordica del Mindanao orientale. Così come i Tausūg, erano pesantemente influenzati sia culturalmente che linguisticamente dai regni malesi, diventando indianizzati nel XV secolo e islamizzati nel 16°. Avviarono inoltre un esteso commercio di prodotti marini di lusso con la Cina, come il trepang, perle e pinne di squalo.
Dal Zamboanga alcuni membri di questo popolo adottarono una cultura esclusivamente marittima, e nel X secolo si diffusero all'esterno verso Basilan, Sulu, Borneo e Sulawesi. Arrivarono in Borneo nell’XI secolo. Questa ipotesi è, attualmente, la più ampiamente accettata tra gli specialisti che studiano i popoli austronesiani. Ciò spiegherebbe anche perché addirittura i Sama-Bajau che vivono sulle imbarcazioni pratichino ancora rituali agricoli, invece che essere esclusivamente pescatori. Alcune prove linguistiche evidenziano come luoghi di origine definitivi del popolo proto-Sama-Bajau punti più lontani dal Borneo.
Uno studio genetico di tre gruppi — i Derawan del nord-est del Borneo, i Kotabaru del sud-est del Borneo e i Kendari del sud-est del Sulawesi — ha suggerito che le loro origini siano del Sulawesi meridionale. Si stima che la loro etnogenesi sia datata precedentemente, intorno al IV secolo d.C. in seguito a una mescolanza di eventi tra il popolo Bugis e un gruppo Papuano. Gli autori suggeriscono che i Sama si siano trasferiti nel Borneo orientale intorno all'XI secolo d.C., e in seguito verso il nord del Borneo e il sud delle Filippine intorno al XIII e XIV secolo d.C. SI ipotizza che i Sama furono spinti a migrare dall’aumento dell'influenza e delle attività commerciali dell'impero di Srivijaya. Geneticamente i Sama-Bajau sono molto diversi; ciò indica una massiccia mescolanza con le popolazioni locali, o addirittura l'adozione della lingua e della cultura dei gruppi costieri delle aree in cui si stanziarono. Comunque, lo studio è ristretto al sottogruppo Bajo Indonesiano, e gli autori consigliano di condurre ulteriori studi sui gruppo Sama-Bajau delle regioni confinanti.

### Fonti storiche

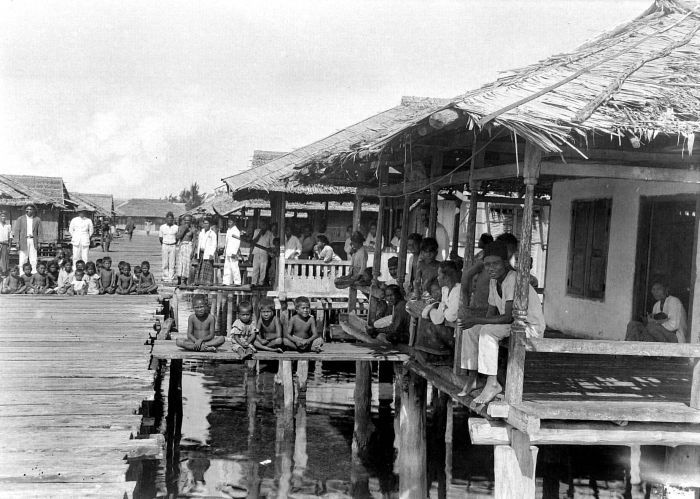
Residenti di un kampung Bajau in Afdeeling Ternate, Groote Oost, Indie Olandesi Orientali (oggi North Maluku, Indonesia)

Il poema epico filippino Darangan, del popolo Maranao, registra che tra gli antenati dell'eroe Bantugan ci fosse un principe Maranao che sposò una principessa Sama-Bajau. Ciò si stima essere successo intorno all'840 A.C., che lo rende il più antico racconto dei Sama-Bajau. Inoltre, confermerebbe il fatto che sono antecedenti all'arrivo dei colonizzatori Tausūg e che sono indigeni dell'Arcipelago di Sulu e parti di Mindanao.
I Sama-Bajau furono documentati per la prima volta da esploratori europei nel 1521 da Antonio Pigafetta, parte della Spedizione di Ferdinando Magellano, in quella che oggi è la Penisola di Zamboanga. Pigafetta scrive che la gente di quell'isola costruisce le proprie abitazioni in barche e non vive diversamente. Da quel momento furono presenti nei racconti scritti di altri europei, fra cui quelli delle colonie olandesi in Sulawesi nel 1675, quelli di Thomas Forrest in Sulawesi e nel Borneo orientale nel 1770, e quelli di Spenser St. John nella costa occidentale del Borneo durante gli anni '50 e '60 del 1800.

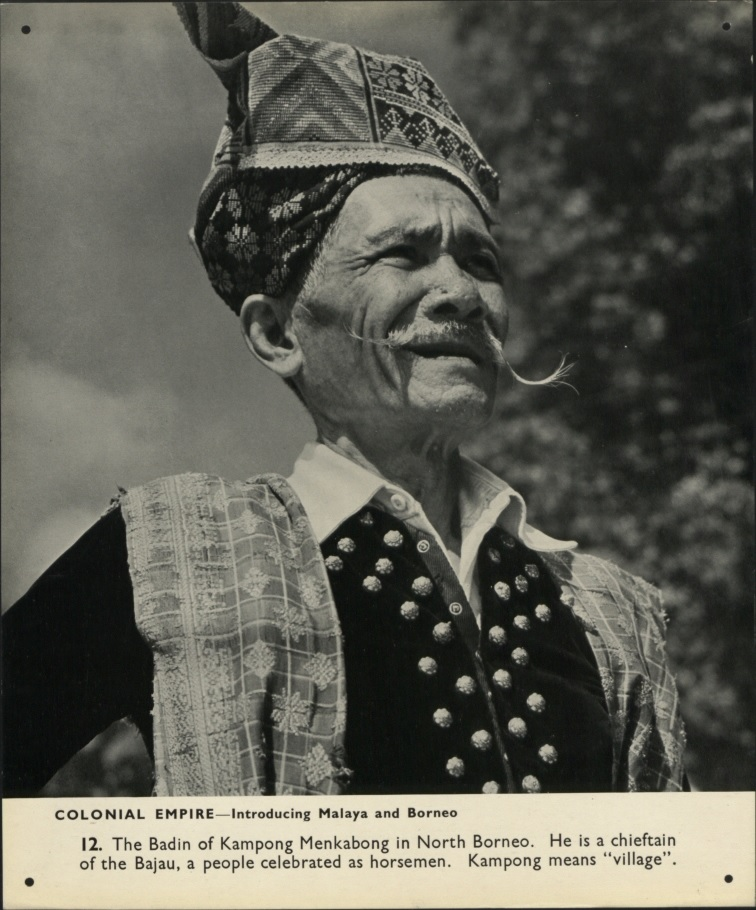
Un capotribù Bajau nel tradizionale abbigliamento da Kampung Menkabong, Tuaran, Borneo del Nord inglese

I Sama-Bajau furono spesso ampiamente menzionati in merito di assalti marittimi (mangahat), pirateria e del commercio degli schiavi nel sud-est asiatico durante il periodo coloniale europeo, rivelando il coinvolgimenti di alcuni dei gruppi Sama-Bajau dal Sulu settentrionale (per esempio il popolo Banguingui) così come gruppi non Sama-Bajau come il popolo Iranun. La portata della loro attività pirata era vasta; di solito navigavano da Sulu fino alle Molucche per poi tornare indietro. Oltre che negli iniziali racconti dei coloni europei, potrebbero essere stati anche i pirati descritti in fonti cinesi e arabe nello Stretto di Singapore nel XII e XIII secolo. Di solito, i Sama-Bajau lavoravano come membri dell'equipaggio di basso grado nelle battaglie navali, sotto il diretto comando dei leader dello squadrone Iranun, che a sua volta rispondeva a turno al datu Tausūg del Sultanato di Sulu.
Il porto di Bajoe in Sulawesi fu luogo di un piccolo insediamento di Sama-Bajau sotto il controllo dei Bugis, nello stato di Bone. Furono significativamente coinvolti nella prima e seconda Guerra di Bone (1824–1825), quando l'Esercito Orientale Olandese Reale dell'India mandò ai Bugis una spedizione punitiva per vendetta degli attacchi di Makassar alle guarnigioni olandesi locali. Dopo la caduta di Bone, la maggior parte dei Sama-Bajau si ristanziò in altre aree del Sulawesi.
Durante il regno coloniale inglese di Sabah, i Sama-Bajau furono coinvolti in due insurrezioni contro la North Borneo Chartered Company: la ribellione di Mat Salleh dal 1894 al 1905, e il caso Pandasan del 1915.

## Sama-Bajau moderni
I Sama-Bajau moderni sono generalmente considerati come un popolo pacifico, ospitale e gioioso, nonostante le loro umili condizioni. Un numero significativo di loro è analfabeta, non istruito e impoverito a causa del loro stile di vita nomade.
Il numero di Sama-Bajau moderni che sono nati e vivono soprattutto di mare sta diminuendo. Assimilazioni e modernizzazioni culturali ne sono considerate le cause maggiori, in particolare dopo lo scioglimento del Sultanato di Sulu, tradizionali clienti dei Sama-Bajau per il baratto dei pesci con prodotti agricoli. Il mercato del pesce basato sui soldi, che ha rimpiazzato il commercio stagionale intorno ai punti di ormeggio, necessita di uno stile di vita più basato sulla terraferma per una maggiore penetrazione del mercato. In Malesia, alcuni programmi governativi accanitamente discussi hanno ristabilito i Bajau sulla terraferma.
I Sama-Bajau nell'Arcipelago di Sulu furono storicamente discriminati rispetto al popolo Tausūg dominante, che vedeva i Sama-Bajau che vivevano sulle imbarcazioni come ‘’inferiori’’ e come emarginati (il termine Tausūg tradizionale utilizzato per loro è Luwaan, altamente offensivo, che vuol dire sputato fuori o reietto). Furono inoltre emarginati da un altro popolo dei Moro, perché praticavano ancora una religioni animiste tradizionali sia esclusivamente che a fianco all'Islam, ed erano inoltre visti come pagani non civilizzati. Questo pregiudizio è sopravvissuto nelle Filippine moderne, dove i Sama-Bajau sono ancora oggetto di forti pregiudizi culturali da parte del popolo Tausūg. I Sama-Bajau sono stati inoltre frequentemente vittime di rapine, estorsioni, rapimenti e violenza da parte dagli insorti del predominante popolo Tausūg Abu Sayyaf, così come dai pirati.

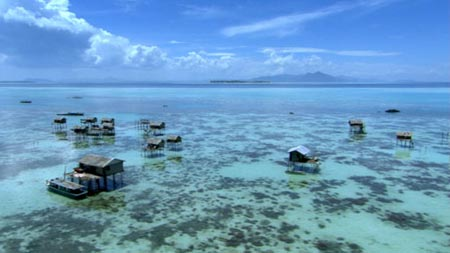
Un tipico insediamento Sama-Bajau nelle Filippine

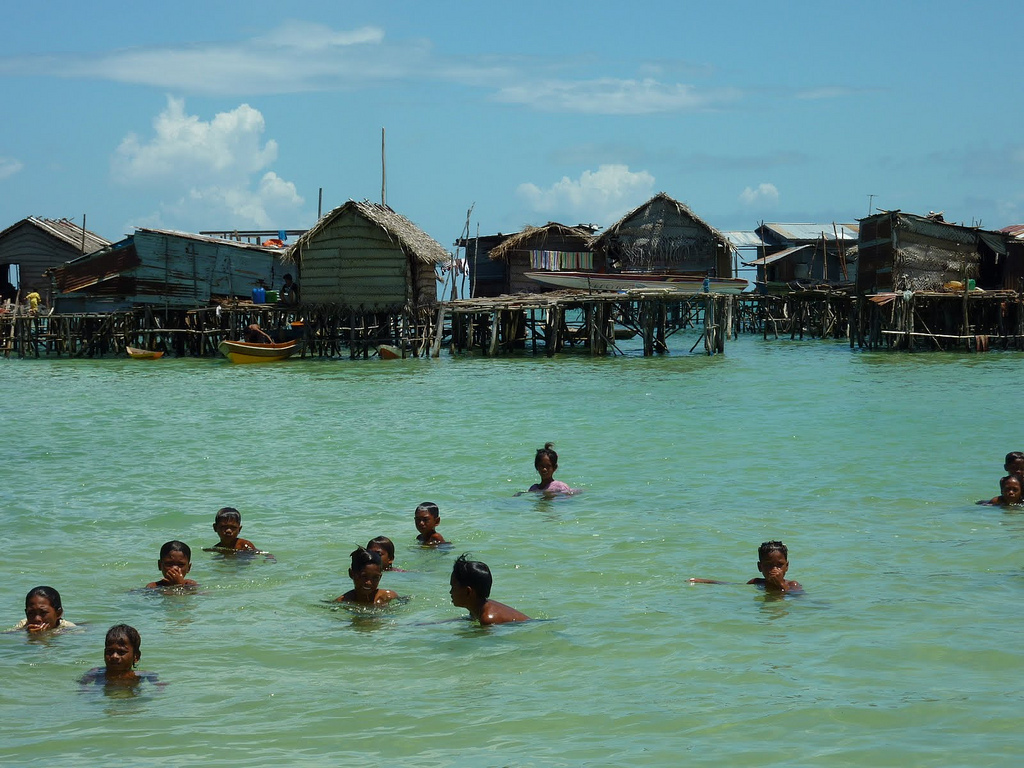
Un villaggio Sama-Bajau nell'isola di Omadal, Sabah, Malesia

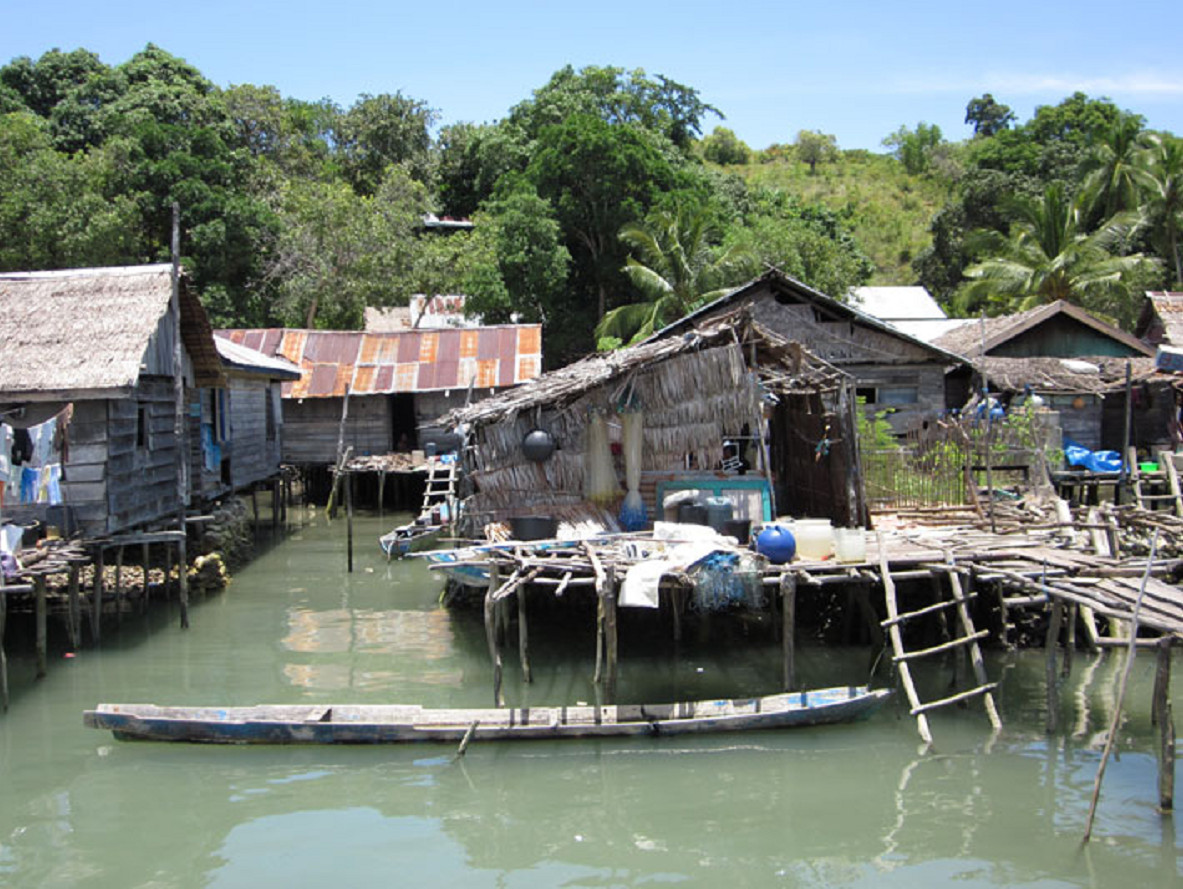
Bokori, un villaggio Sama-Bajau nel sud-ovest del Sulawesi, Indonesia

Questa discriminazione e le continue violenze nel Mindanao Musulmano hanno spinto molti Sama-Bajau a emigrare. Di solito si ristabiliscono in Malesia e in Indonesia, dove hanno più opportunità di impiego. Ma anche in Malesia la loro presenza è ancora controversia, dato che molti di loro sono immigrati illegali. La maggior parte degli immigrati illegali Sama-Bajau entra in Malesia attraverso isole in mare aperto. Da qui, arrivano sulla terra ferma del Sabah per trovare lavoro come operai. Altri migrano verso le isole nordiche delle Filippine, in particolare verso le Visayas e quella di Palawan, le coste nordiche del Mindanao, e anche fino al sud di Luzon. Nonostante queste siano regioni relativamente sicure, sono anche più economicamente svantaggiare e socialmente escluse, portando i Filippini a stereotipare i Sama-Bajau che vivono sulle imbarcazioni come mendicanti e senzatetto.
Il vagabondaggio ancestrale e le zone di pesca dei Sama-Bajau scavalcavano i confini delle Filippine, Malesia e Indonesia, a volte navigando fino al Mar di Timor e al Mare degli Arafura. Oggigiorno hanno perso l'accesso alla maggior parte di questi siti. Nonostante ci siano stati sforzi per garantire ai Sama-Bajau alcune misure sul diritto di pesca in aree tradizionali, la maggior parte di loro soffre ancora di persecuzione legale. Per esempio, secondo un Protocollo di Intesa del 1974, ai pescatori tradizionali indonesiani è consentito di pescare entro la Zona economica esclusiva dell'Australia, che include le zone di pesca tradizionali dei pescatori Sama-Bajau. Nonostante ciò, lo sconfinamento della pesca illegale dei Pescherecci delle multinazionali in queste aree ha sollevato l'interesse verso il problema della Sovrapesca, e portato alla distruzione delle imbarcazioni dei Sama-Bajau. Nel 2014, le autorità indonesiane distrussero sei barche Sama-Bajau sorprese a pescare in acque indonesiane. Ciò fu particolarmente grave per i Sama-Bajau, le quali navi erano anche spesso le loro abitazioni.
I pescatori Sama-Bajau sono spesso associati a pratiche illegali e distruttive, come la pesca con uso di esplosivi o cianuro, l'estrazione di coralli e l'abbattimento di alberi di mangrovia. Si pensa che il ricorso dei Sama-Bajau a queste attività sia principalmente causato dalla sedentarizzazione, introdotta dalle restrizioni imposte sul sulla loro cultura nomade dagli stati-nazione moderni. Con i loro territori ora limitati, hanno pochi mezzi alternativi per competere con i pescatori commerciali, meglio equipaggiati e basati sulla terraferma, e guadagnano solo abbastanza per sfamare le proprie famiglie. Il governo indonesiano e alcune organizzazioni non governative, per scoraggiare queste pratiche (come l'uso di dispositivi per l'aggregazione dei pesci al posto degli esplosivi), hanno lanciato diversi programmi che mettono a disposizione dei Sama-Bajau progetti di sopravvivenza alternativi e sostenibili. Sono stati inoltre costruiti centri medico-sanitari (puskesmas) e scuole anche per le comunità Sama-Bajau che vivono nelle palafitte. Programmi simili sono stati implementati anche nelle Filippine.
Con la perdita delle loro tradizionali zone di pesca, alcuni gruppi di rifugiati Sama-Bajau nelle Filippine sono stati costretti a ricorrere alla mendicazione (agpangamu a Sinama), e specialmente alle immersioni per raccogliere le monete lanciate dai passeggeri dei traghetti intrainsulari. Altre fonti tradizionali di guadagno includono la vendita di tapioca grattugiata (magliis), la cucitura di tappeti (ag-tepoh) e la fabbricazione di gioielli (specialmente di perle). Recentemente nelle Filippine ci sono stati più sforzi dai governi locali per riabilitare i rifugiati Sama-Bajau e per insegnargli abilità per la sopravvivenza. Nel 2016, il Bureau of Fisheries and Aquatic Resources delle Filippine ha avviato tra le comunità Sama-Bajau a Luzon un progetto per distribuire barche per la pesca, attrezzature e altri materiali per la sopravvivenza. Questo è soprattutto il risultato di una maggiore consapevolezza e un'elargizione di supporto dopo la comparsa di una foto raffigurante una mendicante Sama-Bajau, Rita Gaviola (ribattezzata La ragazza Badjao), diventata virale nelle Filippine.

## Sottogruppi
I Sama-Bajau sono frammentati in sottogruppi molto diversi.  Non sono stati mai uniti politicamente e sono di solito soggetto dei gruppi politici delle aree dove si insediano, come il Sultanato del Brunei e il precedente Sultanato di Sulu.

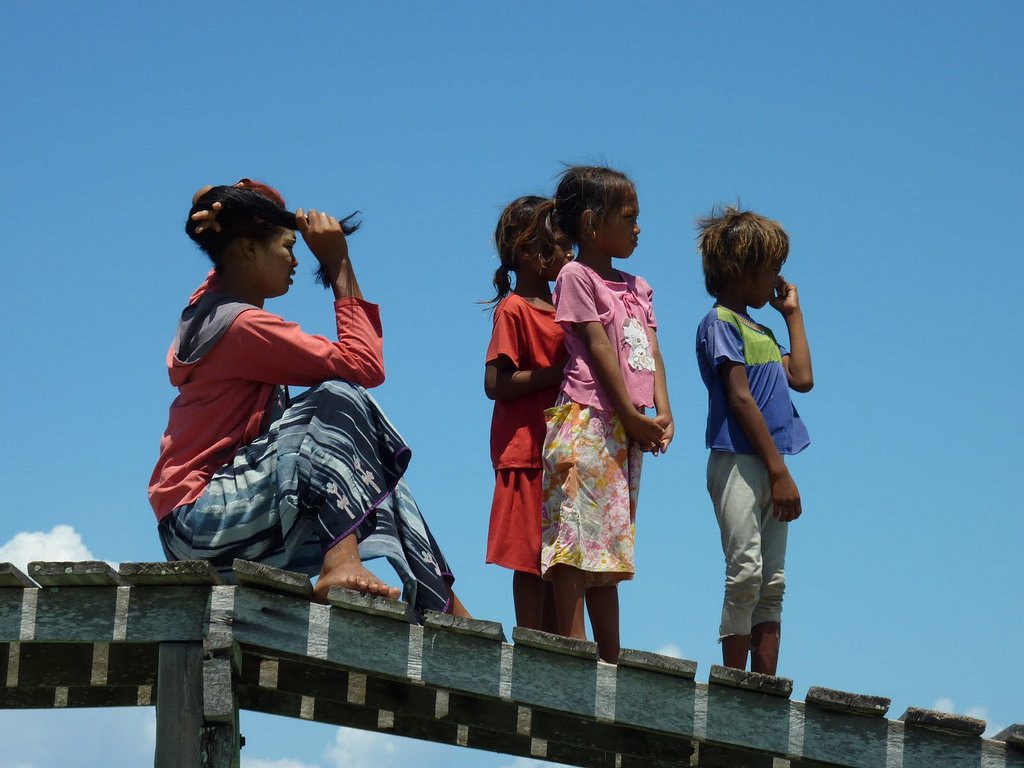
Donna e bambini Sama-Bajau dall’isola Omadal, Sabah, Malesia

La maggior parte dei sottogruppi di Sama-Bajau prende il nome dal luogo di origine (di solito un'isola) Ogni sottogruppo parla una lingua o dialetto distinto, di solito reciprocamente comprensibile dal sottogruppo immediatamente vicino in un'ininterrotta catena linguistica. Nelle Filippine, i Sama-Bajau possono essere divisi in tre gruppi generali, basati sul luogo di insediamento:
- Sama Bihing o Sama Lipid – I Sama costieri o Sama del litorale. Sono gli stessi Sama-Bajau che vivevano tradizionalmente nelle palafitte in aree costali o in acque poco profonde. Un esempio sono i Sama Simunul. Sono originari dell'isola di Tawi Tawi.[16][27] Il loro stile di vita è più flessibile rispetto a quello dei Sama-Gimba (originari del Qilaut), e coltivano quando c'è terra disponibile. Di solito hanno il ruolo di intermediari nel commercio tra i Sama Dilaut e altri popoli stanziati sulla terraferma.[27]
- Sama Dea, Sama Deya, o Sama Darat – I Sama della terra. Sono i Sama-Bajau che tradizionalmente vivevano nelle zone interne delle isole. Alcuni esempi sono i Sama Sibutu e i Sama Sanga-Sanga. Di solito sono agricoltori che coltivano riso, patate dolci, tapioca e cocco per la copra attraverso l'agricoltura del "taglia e brucia" (al contrario dei Tausūg, che hanno introdotto l'agricoltura con l'aratro).  Sono originari dell'isola di Tawi Tawi e del Pangutaran.[16][23][27] Nelle Filippine, i Sama Dea si distinguono completamente dai Sama Dilaut.[49]
- Sama Dilaut, Sama Mandilaut, Sama Pala'u, o Bajau Laut –I Sama del mare o Sama dell'oceano. Nelle Filippine, l'etnonimo preferito è Sama Dilaut,[11] mentre in Malesia, di solito si identificano come Bajau Laut. Questo sottogruppo originariamente viveva esclusivamente in case-barche elaborate con cura chiamate lepa, ma quasi tutti nelle Filippine hanno iniziato a vivere sulla terra. Le loro isole di origine includono Sitangkai e Bongao.[50] Loro sono il sottogruppo Sama-Bajau più comunemente chiamato Bajau, nonostante i Sama Dilaut filippini lo considerino offensivo.[49] A volte si chiamano i Sama To'ongan (letteralmente i veri Sama o i Sama reali) per distiguersi dai sottogruppi Sama-Bajau che vivono sulla terra.[51]

Altri gruppi minori di Sama-Bajau che prendono il nome da isole di origine includono Sama Bannaran, Sama Davao, Sama Zamboanga Sikubung, Sama Tuaran, Sama Semporna, Sama Sulawesi, Sama Simunul, Sama Tabawan, Sama Tandubas (o Sama Tando 'Bas) e Sama Ungus Matata. Le comunità con retaggio misto tra Sama-Bajau e Tausūg in Malesia sono conosciute a volte come "Bajau Suluk"
. Le persone con parentela multietnica si potrebbero identificare anche con una descrizione a tre parti, come ‘’Bajau Suluk Dusun’’. I seguenti sono i principali sottogruppi generalmente riconosciuti come distinti:
- Bajo (Indonesia) - Conosciuti anche come "Same'" (o semplicemente "Sama") dal Bugis; e "Turijene" o "Taurije'n" (letteralmente "popolo dell'acqua"), "Bayo" o "Bayao" dal Makassar.[51][54] Sono i gruppi di Sama-Bajau che si insediarono in Sulawesi e in Kalimantan, Indonesia, attraverso lo Stretto di Makassar fin dal XVI secolo.[5][55][56] Si sono poi diffusi ulteriormente nelle isole vicine, incluse le Piccole Isole della Sonda, le Molucche e le Isole Raja Ampat.[15]

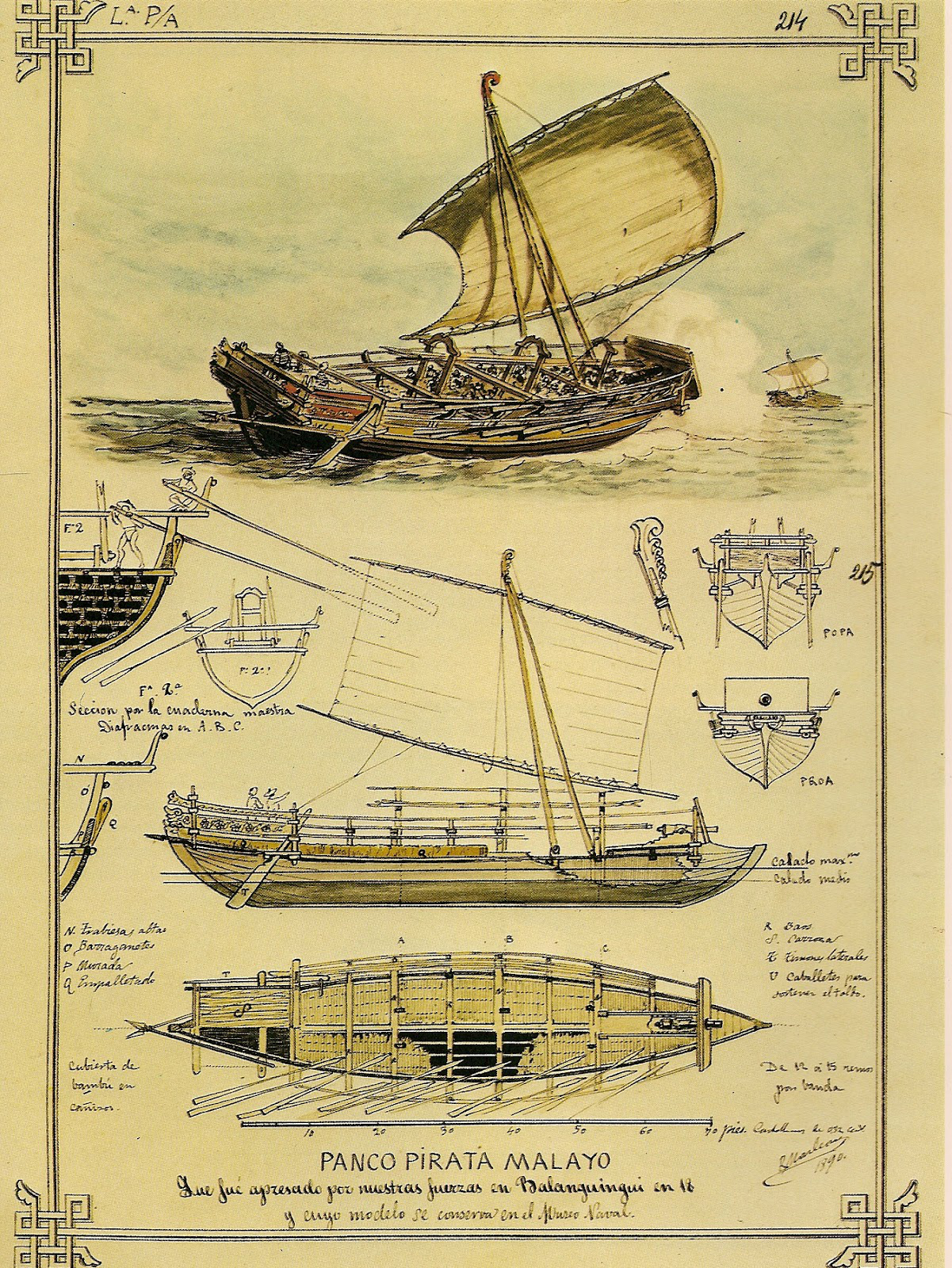
Nave da guerra ‘’Garay’’ dei pirati Banguingui

- Banguingui (Filippine, Malesia) – Conosciuti anche come ‘’Sama Balanging’’, ‘’Sama Balanguingui’’, o ‘’Sama Bangingi’’. Nativi delle Filippine. Alcuni sono recentemente migrati in Sabah. A volte sono considerati separati da altri Sama-Bajau. Hanno una società con un orientamento più guerresco, e un tempo prendevano regolarmente parte ad assalti marittimi e atti di pirateria verso le comunità costiere e le navi di passaggio.[29][57]

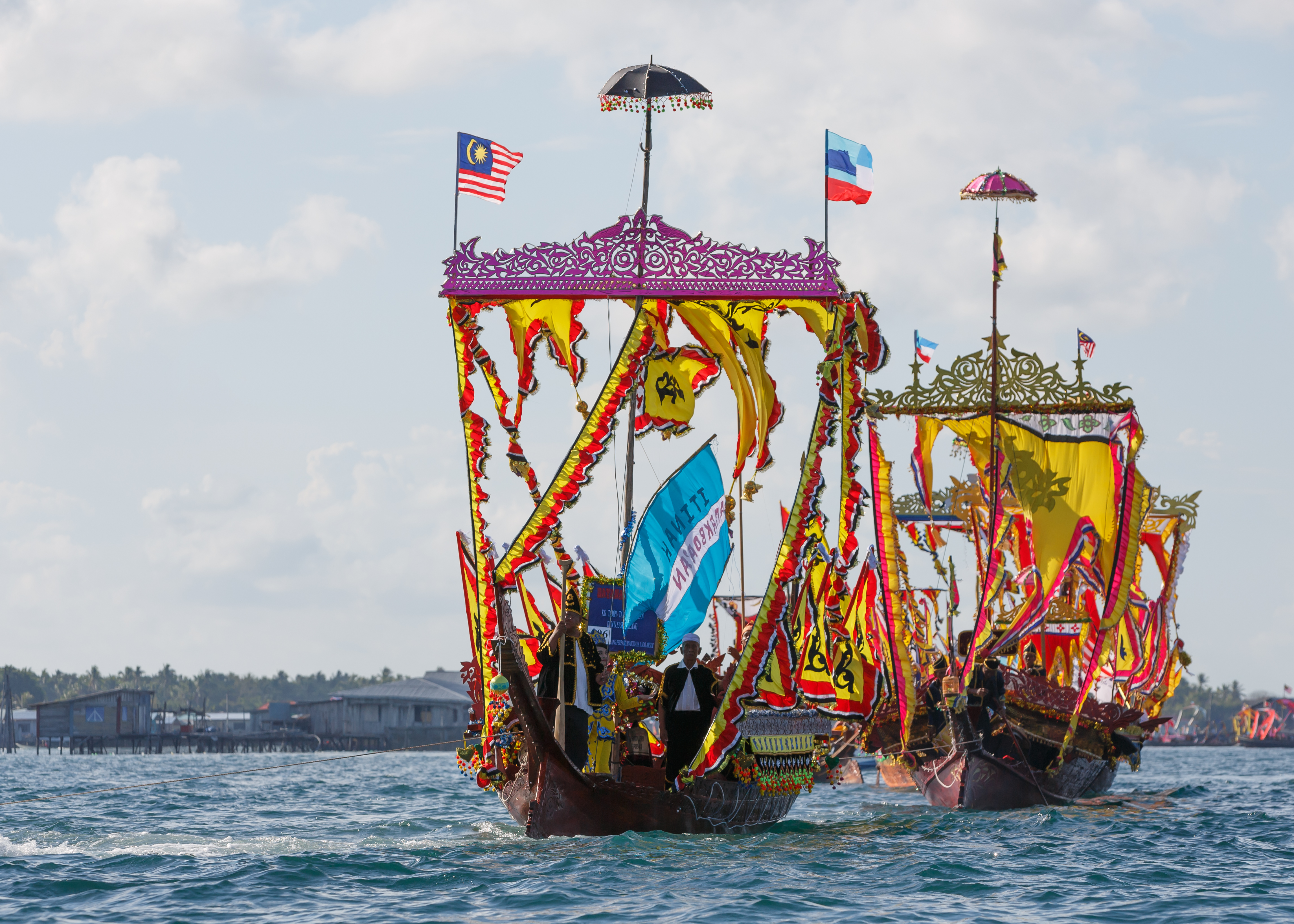
Il festival Regatta Lepa a Semporna, Sabah, Malesia. Lepa, nel dialetto dei Bajau della costa est, si riferisce alle case-barche. Durante questo festival, il popolo Bajau decora le proprie barche con bandiere colorate.

- Bajau della costa est (Filippine, Malesia) – sono i Sama Dilaut stanziati nella costa est di Sabah, in particolare intorno a Semporna. Si identificano ancora come Bajau Laut o Sama Laut, anche se sono chiamati ‘’Bajau della costa est’’ per distinguersi dai Sama Kota Belud del Sabah occidentale.[58] Sono anche conosciuti con l'esonimo "Pala'u" ‘’vivente su un imbarcazioni’’ in Sinama), ma è spesso considerato offensivo. Alcuni hanno conservato il loro stile di vita sulle imbarcazioni, ma molti altri hanno costruito abitazioni sulla terra. Sono conosciuti per il coloratissimo festival annuale Regatta Lepa, che ha luogo dal 24 al 26 aprile.[59]
- Jama Mapun (Filippine) – Conosciuti anche come ‘’Sama Kagayan’’. Sono originari dell'isola di Mapun (precedentemente conosciuta come Cagayan de Sulu). La loro cultura è pesantemente influenzata dal Sultanato di Sulu.[60]
- Samal (Filippine, Malesia) – "Samal" (scritto anche "Siamal" o "Siyamal") è un termine Tausūg e Cebuano ed è a volte considerato offensivo. Il loro endonimo preferito è semplicemente Sama, e sono più specificatamente un sottogruppo generale dei Sama Dea (Sama della terra).[49][51] Un ampio numero di loro è ora residente intorno alle coste del Sabah settentrionale, nonostante molti abbiano migrato anche a nord delle Visayas e nel sud del Luzon. Abitano prevalentemente sulla terraferma.[5][36][49] Sono il più grande singolo gruppo di Sama-Bajau.[61] È possible che Samal (ufficialmente Island Garden City of Samal), in Davao del Norte, sia stata chiamata in questo modo in loro onore.[49][62]
- Ubian (Filippine, Malesia) – Originari delle isole dell'Ubian del Sud, Filippine, formano il più grande sottogruppo Sama-Bajau in Sabah. Si raggruppano in minoranze cospicue e vivono intorno alle città di Kudat, e Semporna a Sabah, Malesia.

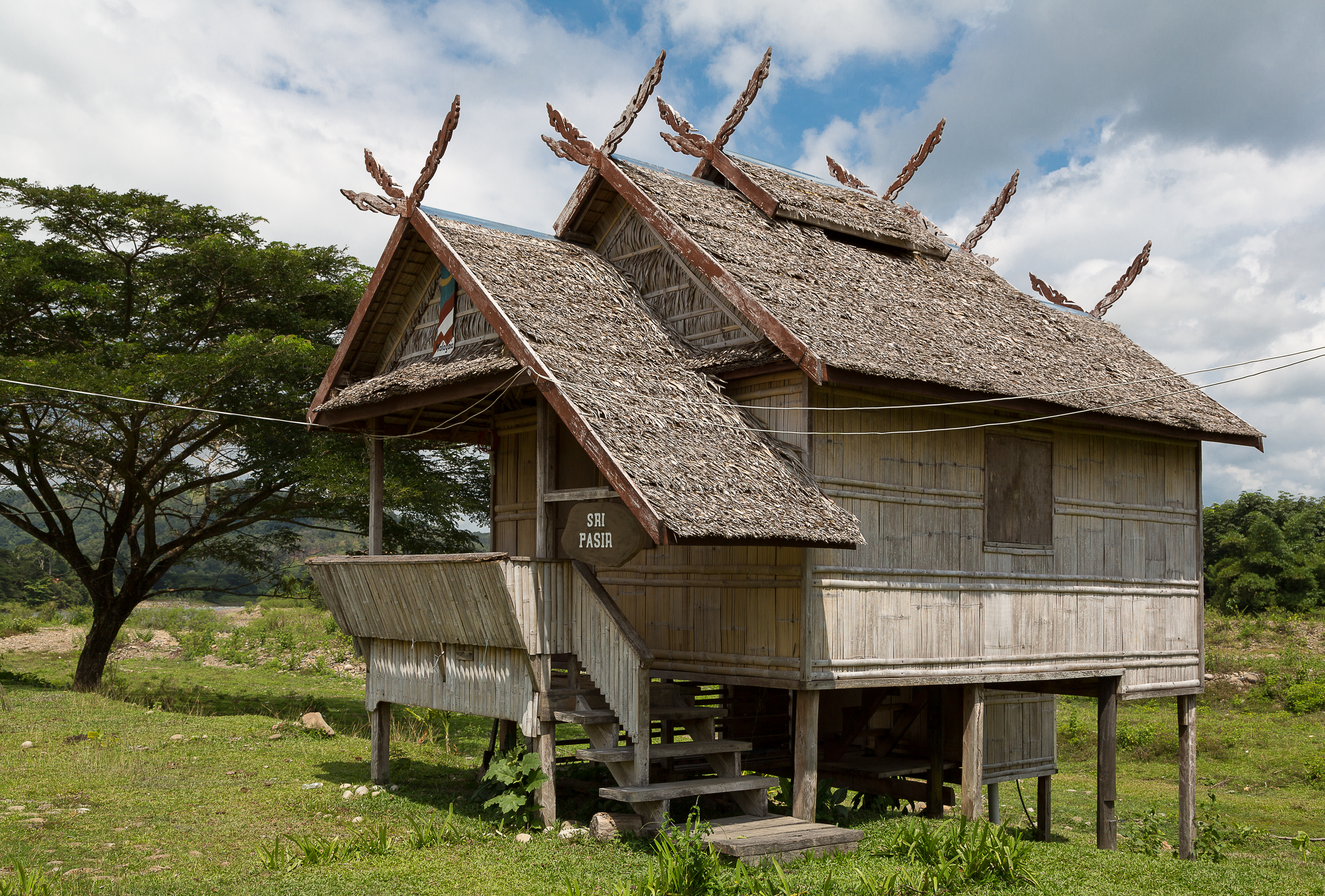
La casa tradizionale dei Bajau della Costa Ovest a Kota Belud, Sabah, Malesia

- Bajau della costa ovest (Malesia) – Conosciuti anche come "Sama Kota Belud". sono nativi della costa occidentale del Sabah, e in particolare nei dintorni di Kota Belud. Preferiscono chiamarsi con l'entnonimo generale "Sama", non "Bajau", e vengono chiamati così anche dalla popolazione confinante, i Dusuns. Gli amministratori britannici li definivano originariamente Bajau. In Malesia sono menzionati anche come ‘’Bajau della costa ovest’’ per distinguerli dai Sama Dilaut del Sabah orientale e delle isole Sulu.[58] Sono conosciuti per avere una tradizionale cultura del cavallo.[49]
- Yakan (Filippine) – Presenti nelle zone interne e montuose dell'isola di Basilan. Sebbene possano essere stati gli antenati del Sama-Bajau, si sono distinti da loro linguisticamente e culturalmente e sono generalmente considerati come un gruppo etnico separato. Vivono esclusivamente sulla terraferma e di solito sono contadini.[29] Anche gli Yakan, in modo simile ai ‘’Bajau della costa ovest’’, hanno la cultura del cavallo. Sono rinomati per le loro tradizioni tessili.[63]

## Lingue
I popoli Sama-Bajau parlano una decina di lingue del sottogruppo Sama-Bajau delle lingue occidentali della famiglia linguistica maleo-polinesiaca. Il nome più comune per queste lingue è Sinama, ma sono chiamate anche Bajau, specialmente in Malesia. La maggior parte dei Sama-Bajau sa parlare più di una lingua.
Le lingue Sama-Bajau una volta erano classificate sotto le Lingue filippine centrali del gruppo geografico Maleo-polinesiaco della famiglia delle Lingue austronesiane. Ma a causa delle marcate differenze con le lingue confinanti, sono state spostate in una branca del tutto separata da tutte le altre lingue filippine. Per esempio, la pronuncia Sinama è distinta da quella delle altre lingue filippine centrali come il Tausūg e il Tagalog. In Sinama l'accento principale, invece di essere sulla sillaba finale, si può trovare dalla seconda fino all'ultima sillaba della parola. Questa posizione dell’accento primario è simile al Manobo e ad altre lingue dei gruppi etnici predominantemente animisti del Mindanao, i popoli Lumad.

Nel 2006, il linguista Robert Blust ha proposto che le lingue Sama-Bajaw siano derivate dalla regione lessicale del Barito, sebbene non formino nessun gruppo attestato. È inoltre un gruppo fratello delle altre lingue Barito come il datak e la lingua malgascia. Sono classificate sotto il gruppo geografico del Borneo.
Le lingue Sama-Bajau di solito sono scritte con l'alfabeto Jawi.

## Cultura

### Religione
| Religione                           | Religione                           |  | Percentuale | Percentuale |
| ----------------------------------- | ----------------------------------- |  | ----------- | ----------- |
| Islam                               | Islam                               |  | 95,26%      | 95,26%      |
| Cristianesimo                       | Cristianesimo                       |  | 0,52%       | 0,52%       |
| Religioni popolari /Altre religioni | Religioni popolari /Altre religioni |  | 0,08%       | 0,08%       |
| Nessuna religione / Sconosciuto     | Nessuna religione / Sconosciuto     |  | 4,14%       | 4,14%       |

Nei sottogruppi Sama-Bajau la religione può variare; si va da una stretta aderenza al Sunnismo, forme di Islamismo popolare (influenzato dalla tradizione Sufi dei primi missionari musulmani), alle credenze animistiche negli spiriti e nel culto degli antenati. C'è una piccola minoranza di Cattolici e Protestanti, soprattutto provenienti dalla Provincia di Davao del Sur nelle Filippine.
Tra i moderni litorali Sama-Bajau della Malesia, affermare la propria devozione e l'apprendimento religioso è un'importante fonte di prestigio individuale. Alcuni dei Sama-Bajau non hanno moschee e devono fare affidamento su comunità stabilite sulle coste, come quelle più islamizzate, e ai popoli Malesi. Alcuni dei Sama-Bajau più nomadi, come gli Ubian Bajau, sono meno aderenti all'Islam ortodosso. Praticano una forma sincretica dell'Islam popolare, venerando spiriti marini locali conosciuti nella terminologia islamica come Jinn.

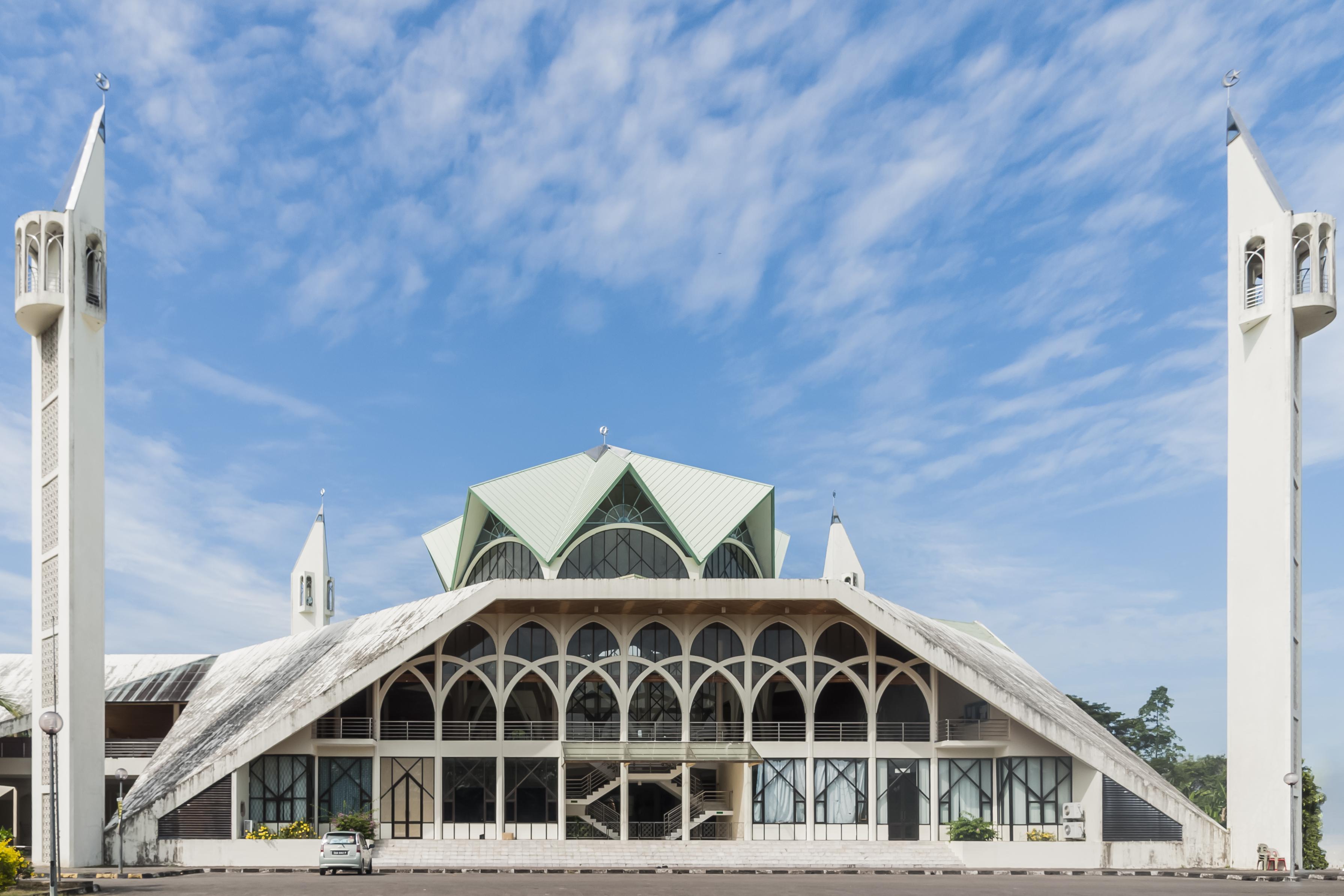
Moschea An-Nur, la moschea principale nel villaggio Bajau di Tuaran, Sabah, Malesia

Gli antichi Sama-Bajau erano animisti, e in alcuni gruppi ciò si è mantenuto interamente o parzialmente. Le divinità supreme nella mitologia Sama-Bajau sono ‘’Umboh Tuhan’’ (noto anche come ‘’Umboh Dilaut’’, il ‘’Signore del mare’’) e sua moglie, ‘’Dayang Dayang Mangilai’’ (‘’Signora della Foresta ‘’). ‘’Umboh Tuhan’’ è considerata la divinità creatrice, che ha reso gli umani uguali ad animali e piante. Come le altre religioni animiste, dividono il mondo in due regni coesistenti: uno fisico e uno spirituale. Nei Sama-Bajau musulmani moderni, ‘’Umboh Tuha’’ (o semplicemente ‘’Tuhan’’ o ‘’Tuan’’) è di solito identificato in Allah.Tuhan (letteralmente "Dio" o "Maestro") è una parola comune che si riferisce a una divinità suprema in varie Lingue austronesiane nella Malesia orientale, nelle Filippine sudoccidentali e nell'Indonesia orientale. Originariamente si riferiva a un concetto di divinità diverso e separato dal Dio Abramitico, ma i Malesi e altri gruppi etnici musulmani austronesiani di solito identificano Tuhan con Allah. Paragonabile con Bathala del popolo Tagalog e Kan-Laon dei Bisaya.
Altri oggetti di devozione erano gli spiriti conosciuti come umboh (antenato, anche scritto omboh, m'boh, mbo', etc.). Tradizionalmente, gli umboh si riferivano più specificatamente al Culto degli antenati, a differenza dei saitan (spiriti della natura) e dei jinn (spiriti familiari); una parte della letteratura definisce tutti loro umboh. Tra questi ci sono Umboh Baliyu (gli spiriti del vento e delle tempeste), e Umboh Payi o Umboh Gandum (gli spiriti del primo raccolto di riso). Sono inclusi spiriti totem di animali e piante, come Umboh Summut (totem delle formiche) e Umboh Kamun (totem della Stomatopoda).
La costruzione e il varo di imbarcazioni a vela sono ritualizzati, e si ritiene che le navi abbiano uno spirito noto come ‘’Sumangâ’’ (‘’guardiano’’, letteralmente ‘’colui che devia gli attacchi’’). Si ritiene che gli ‘’umboh’’ influenzino le attività di pesca, premiando i Sama-Bajau concedendo favori noti come ‘’padalleang’’ e occasionalmente punendo, provocando gravi incidenti chiamati ‘’busong’’.
Le comunità tradizionali di Sama-Bajau possono avere sciamani (dukun), famosi come kalamat. I kalamat sono conosciuti dai Sama-Bajau musulmani come i wali jinn (letteralmente i custodi di jinn), e possono attenersi a tabù riguardanti la cura del mare e di altri aspetti culturali. I kalamat presidiano sugli eventi della comunità Sama-Bajau insieme a dei medium conosciuti cone igal jinn. Si dice che i kalamat e gli igal jinn siano portatori degli spiriti, e si crede che ospitino gli spiriti familiari. Tuttavia ciò non viene considerato come possessione spiritica, dato che gli igal jinn non perdono mai il controllo dei loro corpi. Al contrario, si crede che gli igal jinn abbiano acquisito i loro spiriti familiari (jinn) dopo essere sopravvissuti a malattie gravi o quasi fatali. Si pensa che gli igal jinn condividano il loro corpo per il resto della loro vita con il jinn specifico che li ha salvati.
Tra i Sama-Bajau, un importante evento religioso è il banchetto annuale conosciuto come pag-umboh o magpaay-bahaw, un'offerta per ringraziare Umboh Tuhan. In questa cerimonia, del riso raccolto di recente (paay-bahaw) viene decorticato (magtaparahu) mentre vengono recitare preghiere islamiche (duaa). Viene essiccato (magpatanak) e in seguito deposto sul pavimento del soggiorno in piccole pile dalla forma conica, che simboleggiano le montagne (bud) (un processo conosciuto come il sonno del riso). Dopo due o tre notti, due terzi sono messi da parte per preparare pietanze dolci di riso (panyalam), mentre un terzo è messo da parte per preparare torte dolci di riso (durul). Dopo che le pietanze di riso sono state preparate, vengono offerte agli Umboh preghiere aggiuntive (zikir), che includono il chiamare ad alta voce i nomi degli antenati. Il Pag-umboh è una cerimonia solenne e formale.
Un'altra cerimonia religiosa annuale tra i Sama Dilaut che vivono sulle imbarcazioni è il pagkanduli (letteralmente ritrovo festivo). Consiste in danze rituali in onore di Umboh Tuhan, Dayang Dayang Mangilai e fantasmi ancestrali chiamati bansa. Il rituale è inizialmente celebrato sotto un albero dangkan sacro (fico strangolatore, conosciuto in altre parti delle Filippine come balete) simboleggiante lo spirito maschile Umboh Tuhan, e in seguito nel centro di un bosco di alberi kama'toolang (pandani), simboleggianti lo spirito femminile Dayang Dayang Mangilai.

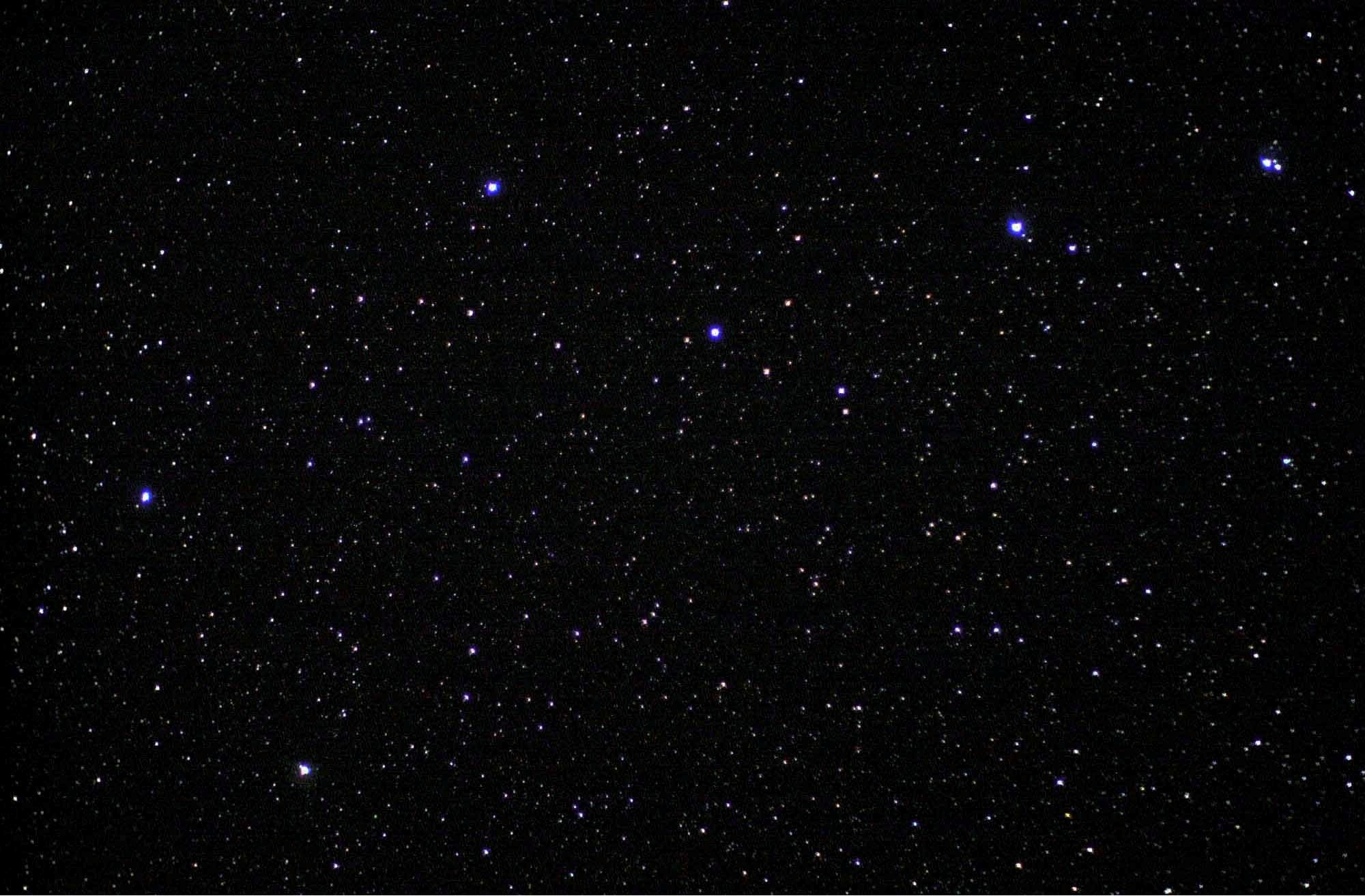
La cosmologia indigena del popolo Jama Mapun è estremamente vasta. Esempi di esponenti della loro cosmologia sono Niyu-niyu (palma da cocco), Lumba-lumba (delfino), e Anak Datu (due figli di un datu che infilzano un'altra figura, Bunta - un pesce palla).

Le danze in stato di ipnosi sono chiamate mag-igal e includono femmine e maschi e igal jinn, chiamati rispettivamente jinn denda e jinn lella. I jinn denda eseguono la prima danza conosciuta come igal limbayan sotto l'albero dangkan, con i più anziani a condurre. La danza è eseguita con intricati movimenti delle mani, e solitamente indossando prolungamenti in metallo delle unghie chiamati sulingkengkeng. Si crede che i bansa, se le danze sono gradite, si impossessino dei danzatori; dopodiché, i wali jinn, alla fine delle danze, assisteranno la loro liberazione.
I bansa, essendo considerati spiriti di antenati, non sono temuti. Servire temporaneamente come ospite ai bansa durante le danze è considerato dai Sama Dilaut viventi come un dono dei loro antenati. Dopo ‘’igal limbayan’’, il ‘’wali jinn’’ inviterà il pubblico a partecipare, a celebrare e a ringraziare. L'ultima danza è ‘’igal lellang’’, una danza guerriera eseguita da quattro jinn lella. Dopodiché, i partecipanti si recheranno bosco "kama'toolang". Lì eseguiranno rituali e balli (questa volta con ballerini di sesso maschile e femminile insieme), ‘’invitando’’ simbolicamente ‘’Dayang Dayang Mangilai’’ a tornare con loro all'albero ‘’dangkan’’. Ulteriori giochi e celebrazioni si svolgono sotto l'albero originale ‘’dangkan’’ prima che i celebranti diano il loro addio agli spiriti. Diversamente da '’’pag-umboh’’, ‘’pagkanduli’’ è una celebrazione gioisa, che coinvolge tutti i partecipanti in canti, danze e scherzi. Tra le comunità Sama Dilaut è il più grande evento festivo.
Tralasciando pagkanduli e magpaay-bahaw, potrebbero verificarsi anche danze pubbliche chiamate magigal jinn. Durante queste celebrazioni, gli igal jinn potrebbero essere consultati per una seduta spiritica pubblica e per danze in stato di trance notturne. Durante episodi di epidemie, gli igal jinn sono esortati a rimuovere dalla comunità gli spiriti che causano le malattie.  Lo fanno lasciando andare una barca di spiriti alla deriva in mare aperto, oltre il villaggio o l'ormeggio.

### Vita sulle imbarcazioni

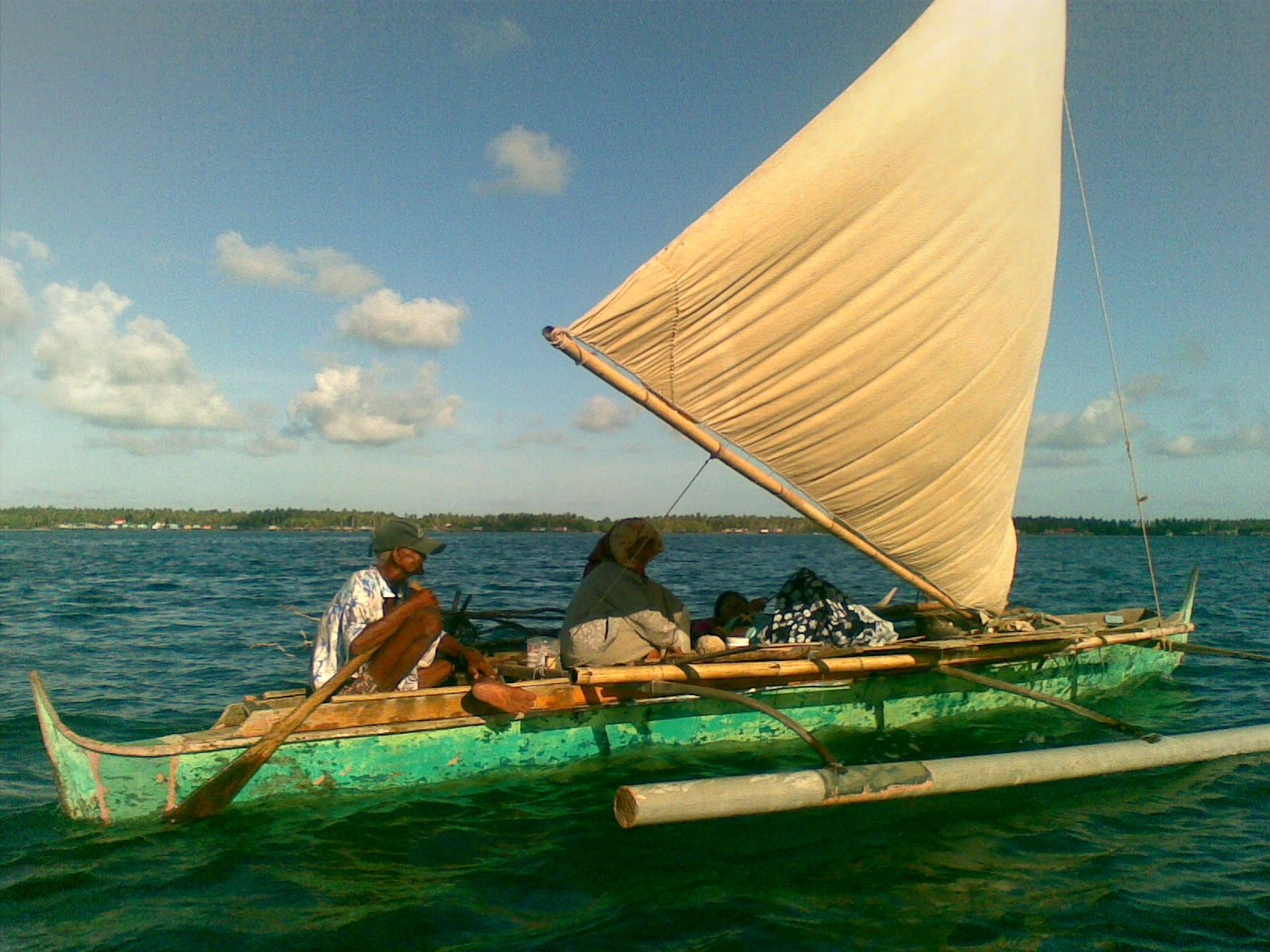
Una famiglia Sama-Bajau family su una barca vinta

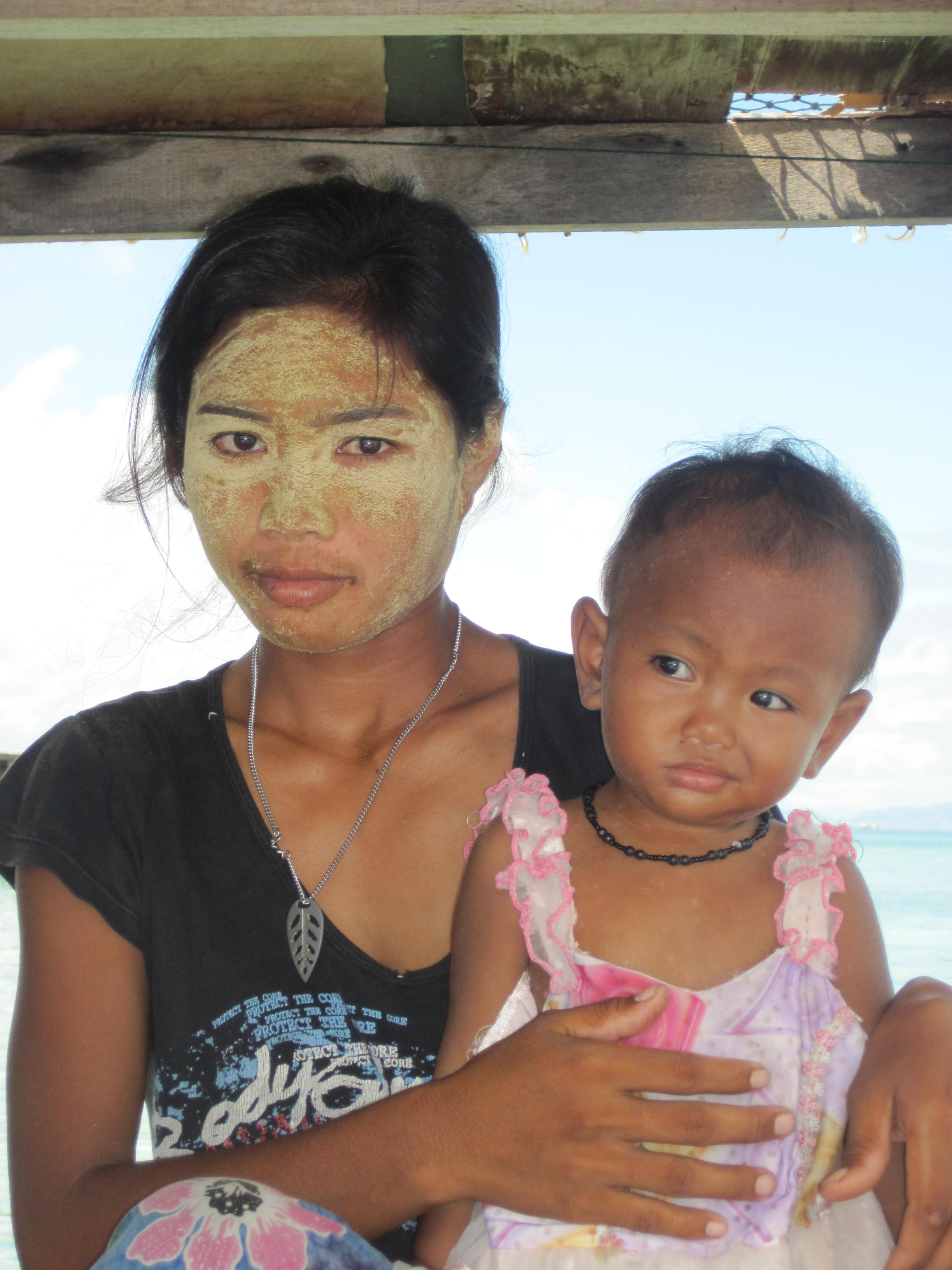
Donna Sama-Bajau dall’Isola Maiga, Semporna, Sabah, Malesia, con la tradizionale protezione solare chiamata ‘’burak’’

Alcuni Sama-Bajau vivono ancora secondo le tradizioni, in case-barche (lepa) che generalmente ospitano un singolo nucleo familiare (di solito cinque persone). Le case-barche viaggiano insieme in flottiglia, con case-barche di parenti stretti (un'alleanza familiare) e cooperano durante le spedizioni di pesca e nelle cerimonie. Una coppia sposata può scegliere se salpare con i familiari del marito o della moglie. In certi momenti dell'anno, gettano l'ancora in punti di ormeggio (chiamati sambuangan) con altre flottiglie (di solito appartenenti a una famiglia estesa).
Di solito, questi punti di ormeggio sono presidiati da un anziano o da un boia. I punti di ormeggio sono vicini a fonti di acqua o luoghi culturalmente significativi, come i cimiteri insulari. I clan di Sama-Bajau si riuniscono periodicamente, di solito per cerimonie varie come matrimoni o festival. Generalmente non salpano più di 40 km (24,85 mi) dal loro attracco nativo. Commerciano periodicamente beni com le comunità stanziate a terra di altri Sama-Bajau e gruppi etnici. I gruppi di Sama-Bajau potrebbero abitualmente superare i confini delle Filippine, Malesia e Indonesia per pescare, commerciare o visitare i parenti.
Le donne Sama-Bajau, per proteggersi dal sole, utilizzano una polvere tradizionale chiamata burak o borak, composta da erbe marine, riso e spezie.

### Adattamento all'apnea

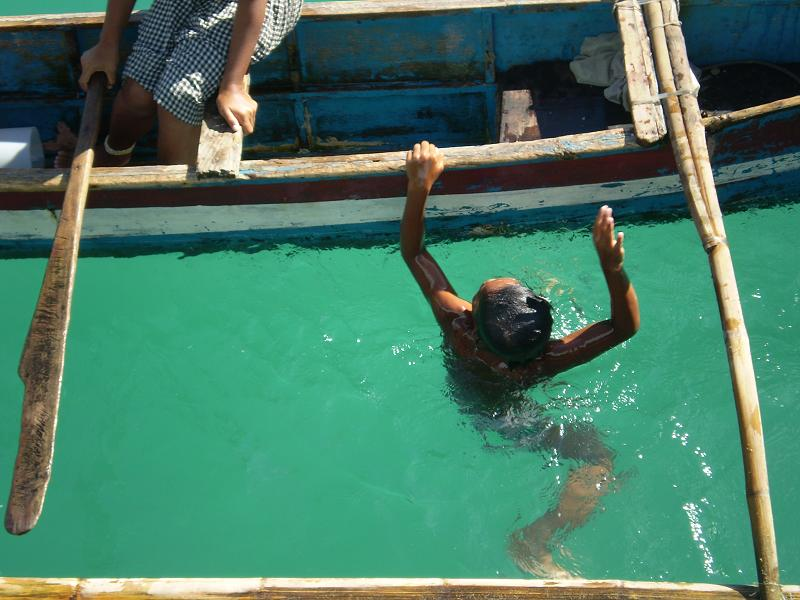
Un bambino Sama-Bajau a Tagbilaran Bohol, Filippine, che si immerge per prendere le monete lanciate dai turisti nell’acqua

I Sama-Bajau sono noti per la loro eccezionale abilità nell'apnea. I sommozzatori Sama-Bajau lavorano lunghe giornate a ‘’il più lungo periodo giornaliero di immersione in apnea mai registrato negli umani’’, con più di 5 ore al giorno di immersione. Alcuni Sama-Bajau perforano intenzionalmente i propri timpani da giovani per facilitare l'immersione e la caccia nel mare. Di conseguenza, molti Sama-Bajau anziani sono sordi.
La presenza più che centenaria dell'apnea nella loro vita marittima sembra aver dotato i Bajau di diversi adattamenti genetici per facilitare il loro stile di vita. Uno studio del 2018 ha dimostrato che le milze dei Bajau sono circa il 50% più larghe di quelle dei gruppi confinanti sulla terraferma, i Suluan, consentendogli di immagazzinare sangue più ricco di emoglobina che viene espulso nel flusso sanguigno quando la milza si contrae nelle profondità, consentendo immersioni in apnea di una durata più lunga. Questa differenza è apparentemente legata a una variante del gene PDE10A. Altri geni che sembrano essere stati selezionati nei Bajau includono il BDKRB2, che è collegato alla vasocostrizione periferica coinvolta nel riflesso di immersione; il FAM178B, un regolatore del’anidrasi carbonica, che è rilasciata per mantenere il pH del sangue quando il diossido di carbonio si accumula, e un altro coinvolto nella risposta all’ipossia.
Questi adattamenti sono risultati molto probabilmente da una maggiore frequenza di alleli ampiamente distribuiti nelle popolazioni umane. In membri di altri gruppi di "nomadi del mare", i Moken, è stata riscontrata una migliore vista subacquea rispetto agli europei, sebbene non si sappia se questo tratto abbia una base genetica.

### Musica, danza e arti

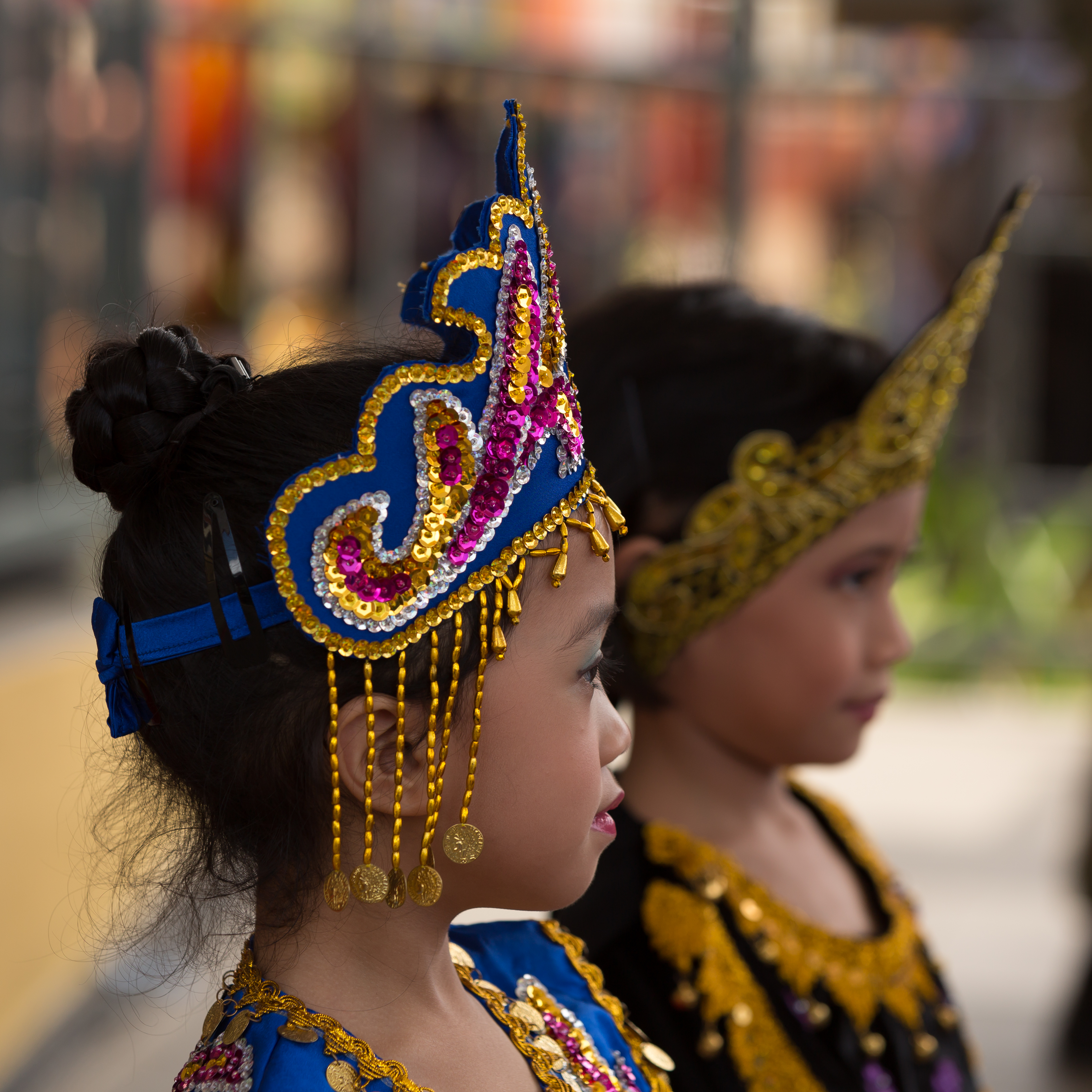
Una ragazza Bajau vestita nel suo abito tradizionale

I canti Sama-Bajau tradizionali sono trasmessi oralmente attraverso le generazioni. Di solito, i canti sono intonati durante la celebrazione di matrimoni (kanduli pagkawin) accompagnati da danze (pang-igal) e strumenti musicali come il pulau (flauto), gabbang (xylofono), tagunggo' (gong), biula (violino), e in tempi moderni, tastiere elettroniche. Esistono diversi tipi di canti Sama-Bajau tradizionali, che includono: isun-isun, runsai, najat, syair, nasid, bua-bua anak, e tinggayun.
Tra gli esempi più specifici di canti Sama-Bajau ci sono tre canzoni d'amore a cui ci si riferisce collettivamente con Sangbayan. Queste sono Dalling Dalling, Duldang Duldang, e Pakiring Pakiring. La più conosciuta di queste tre è Pakiring Pakiring (letteralmente ‘’muovendo i fianchi’’), più familiare ai Tausūg nella sua forma moderna e commercializzata Dayang Dayang. I Tausūg affermano che la canzone sia nativa della loro cultura, e se sia originariamente Tausūg o Sama-Bajau è ancora discusso. La maggior parte delle canzoni popolari Sama-Bajau si sta estinguendo, soprattutto a causa dello scarso interesse da parte delle generazioni più giovani.
Il popolo Sama-Bajau è conosciuto anche per la tessitura, le abilità nel cucito e la sua associazione con la musica tagonggo.

### Cultura del cavallo

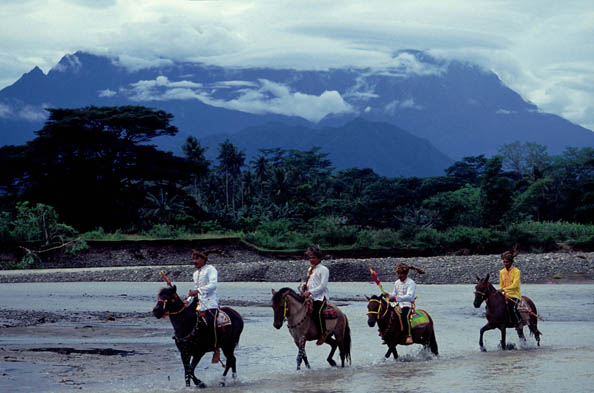
I cavalieri Bajau della Costa Ovest nella loro città nativa di Kota Belud, con il Monte Kinabalu sullo sfondo

I ‘’Bajau della Costa Ovest’’ che si sono insediati di più sulla terraferma sono esperti cavalieri - il che li rende eccezionali in Malaysia, dove l'equitazione non si è mai diffusa in nessun altro luogo. Il costume tradizionale dei cavalieri Sama-Bajau consiste in una maglietta a maniche lunghe nera o bianca (badu sampit) con bottoni d'oro (betawi) sul davanti e decorata con motivi floreali d'argento (intiras), pantaloni neri o bianchi (seluar sampit) con guarnizioni merlettate d'oro, e un copricapo (podong). Portano una lancia (bujak), un frustino (pasut), e un pugnale keris d'argento. Anche il cavallo è bardato con un completo colorato chiamato kain kuda, a cui sono anche attaccate campane di ottone (seriau). La sella (sila sila) è fatta in cuoio di bufalo d'acqua ed è imbottita di stoffa (lapik) nella parte inferiore.

### Società

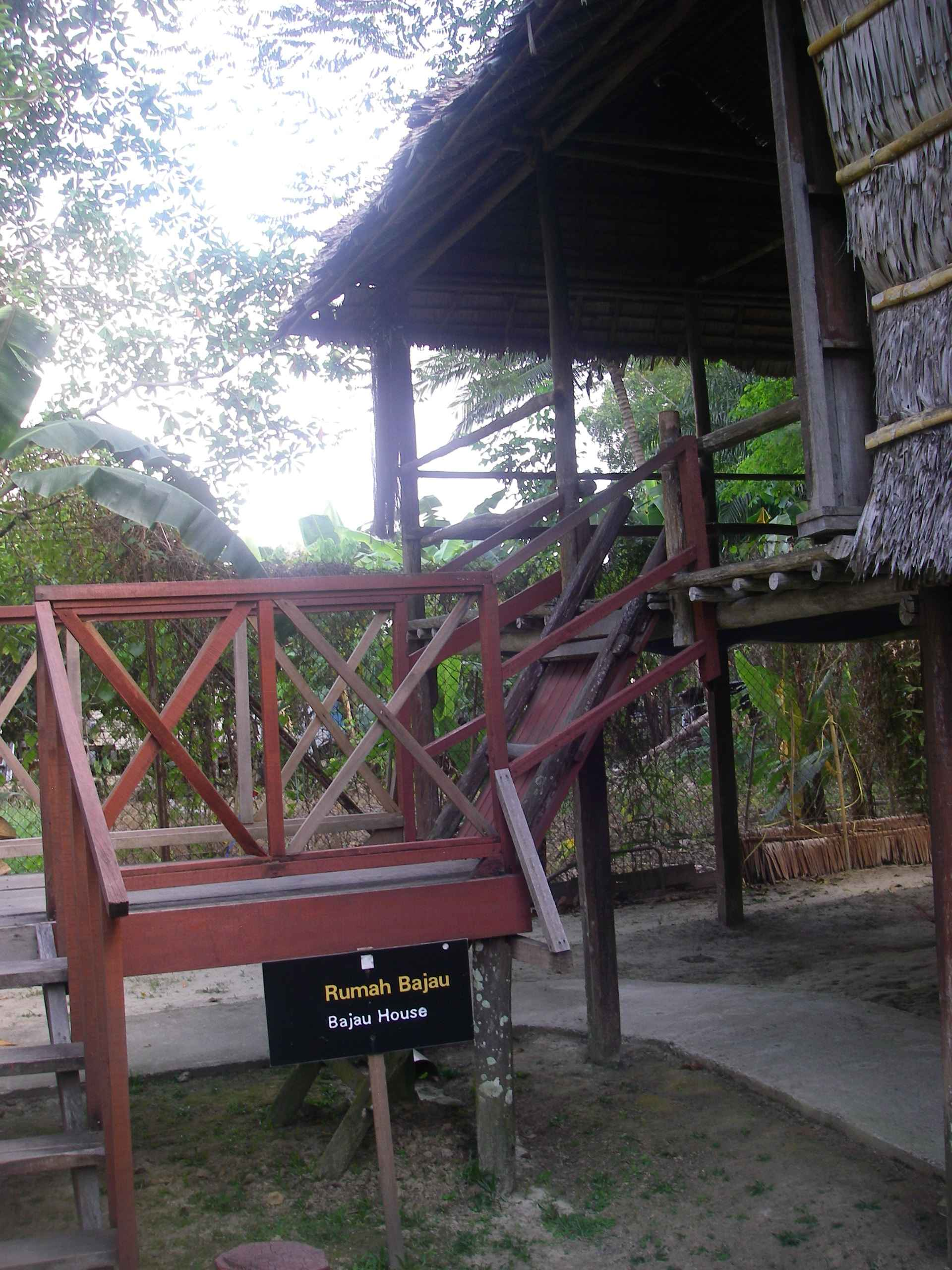
Riabilitazione di una tradizionale casa Sama-Bajau nell'Heritage Village a Kota Kinabalu, Sabah, Malesia.

Nonostante alcuni boia Sama-Bajau abbiano ricevuto dai governi titoli onoricifi come ‘’datu’’, ‘’maharaja’’ o ‘’panglima’’ (come sotto il Sultanato del Brunei), di solito hanno poca autorià sulla comunità Sama-Bajau. La società Sama-Bajau è tradizionalmente individualistica, e l'unità politica più grande è il gruppo di clan attorno ai punti di ormeggio, raramente di più. Al contrario della maggior parte delle popolazioni confinanti, la società Sama-Bajau è anche più o meno egualitaria, e non pratica un sistema di caste come la maggior parte dei gruppi etnici confinanti. L'individualismo è probabilmente dato dalla natura genericamente fragile delle loro relazioni con i popoli terrestri, per l'accesso ai beni di prima necessità come il legno o l'acqua. Quando le relazioni si inaspriscono o se c'è troppa pressione dai capi delle popolazioni terrestri, i Sama-Bajau preferiscono semplicemente trasferirsi altrove. Per mantenere coesione sociale, molta importanza è data dalla parentela e dal lavoro reciproco piuttosto che dall'autorità ufficiale. Tuttavia, ci sono alcune eccezioni, come i Jama Mapun e i Sama Pangutaran delle Filippine, che seguono una società tradizionale feudale delle Filippine pre-ispaniche con un sistema di caste diviso in Tumao (nobili), Timawa (notabili) e Alipin (plebei e schiavitù). Probabilmente introdotto dal Sultanato di Sulu.

## Raffigurazioni nella cultura di massa

Lo stemma di Sabah dal 1982 al 1988 raffigura un martin pescatore, adottato principalmente per simboleggiare la vasta popolazione Sama-Bajau in Sabah.

Alcuni ricercatori hanno suggerito che le visite del popolo Sama-Bajau alla Terra di Arnhem abbiano dato inizio ai racconti dei miti degli aborigeni Yolngu australiani sul misterioso popolo Baijini.
I Sama-Bajau sono stati anche soggetti di alcuni film. Includono:
- Badjao (1957) – Un film filippino diretto da Lamberto V. Avellan
- Bajau Laut: Nomads of the Sea (2008) – Un documentario televisivo singaporiano prodotto da Matthew Malpelli.
- The Mirror Never Lies (2011) Un film indonesiano diretto da Kamila Andini
- Thy Womb (2012) – Un film drammatico filippino diretto da Brillante Mendoza
- Bohe': Sons of the Waves (2013) – Un corto filippino prodotto da Nadjoua e Linda Bansil
- Anak ng Badjao (1987) – Un film filippino diretto da Jose Antonio Alonzo e Jerry O. Tironazona
- Sahaya (2019) – Una serie TV filippina diretta da Zig Dulay

## Sama-Bajau degni di nota

### Politica
- Mat Salleh (Datu Muhammad Salleh) – Un guerriero di Sabah durante l'amministrazione britannica del Borneo del Nord, proveniente dall'Inanam, Kota Kinabalu.
- Tun Datu Mustapha (Tun Datu Mustapha bin Datu Harun) – Il primo Yang di-Pertua Negeri (governatore) di Sabah e il terzo Primo Ministro di Sabah, proveniente dal Kudat.
- Tun Said Keruak – Il settimo governatore di Sabah e il quarto Primo Ministro di Sabah, proveniente da Kota Belud.
- Tun Sakaran Dandai – L'ottavo governatore di Sabah e anche l'ottavo Primo Ministro del Sabah, proveniente dalla Semporna.
- Ahmadshah Abdullah – Il nono Governatore di Sabah, proveniente sall'Inanam, Kota Kinabalu.
- Salleh Said Keruak (Datuk Seri Panglima Mohd Salleh bin Tun Mohd Said Keruak) – Il nono Primo Ministro del Sabah, proveniente da Kota Belud, ed ex Ministro Federale con il grado di Senatore nella Dewan Negara.
- Osu Sukam (Datuk Seri Panglima Osu bin Sukam) – Il dodicesimo Primo Ministro del Sabah proveniente dal Papar.
- Mohd Nasir Tun Sakaran (Dato' Mohd Nasir bin Tun Sakaran Dandai) – Politico del Sabah, proveniente da Semporna.
- Shafie Apdal (Dato' Seri Hj Mohd Shafie Bin Apdal) – Il quindicesimo Primo Ministro del Sabah, proveniente da Semporna.
- Pandikar Amin Mulia – ex Membro del Parlamento della Malesia, proveniente da Kota Belud.
- Askalani Abdul Rahim (Datuk Askalani Bin Abdul Rahim) – Ex Ministro della Cultura, Gioventù e Sport, proveniente da Semporna.
- Abdul Rahman Dahlan – Ex Ministro, proveniente da Kota Belud, così come ex Membro del Parlamento nella Dewan Rakyat.
- Isnaraissah Munirah Majilis – Membro del Parlamento di Kota Belud nella Dewan Rakyat (anche per metà discendente Kadazandusun da parte del padre).

### Intrattenimento
- Adam (Akademi Fantasia, stagione 2) (Aizam Mat Saman) –Attore e cantante malese, pronipote di Tun Ahmadshah Abdullah (sua nonna è la sorella più grande di quest'ultimo).
- Sitti – Cantante filippino.
- Yanie (Mentor) (the late Siti Suriane Julkarim)[87] – Cantante malese nel popolare show televisivo Mentor in onda su TV3, proveniente da Likas, Kota Kinabalu.
- Wawa Zainal Abidin – Attrice malese.
- Azwan Kombos – Attore malese.[88][89]
- Rita Gaviola[90] – Attrice filippina in |Pinoy Big Brother Season 7.[91]

### Sport
- Bana Sailani – Un nuotatore olimpico filippino che ha rappresentato le Filippine nei Giochi olimpici estivi del 1956, nei III Giochi asiatici (dove ha vinto 5 medaglie di bronzo e una d'argento), e nei Giochi Olimpici Estivi del 1960. Era più conosciuto come Bapa' Banana.[92]
- Estino Taniyu – Un nuotatore malesiano della Marina Reale Malese che attraversò a nuoto La Manica in 13 ore, 45 minuti e 45 secondi il 21 settembre 2012.[93]
- Matlan Marjan – Ex calciatore malese ed ex capitano della Sabah FA.

### Giornali
- Journey in Borneo with Bajaus by Réhahn
- Bajaus Children at the Daily Mail
- More information on the Bajaus at the BBC
- The last of the sea nomads at The Guardian
- The sea gypsies of Sulu Archiviato il 2 gennaio 2015 in Internet Archive. at the Khaleej Times

### Libri
- François-Robert Zacot (2009). Peuple nomade de la mer, les Badjos d'Indonésie, éditions Pocket, collection Terre Humaine, Paris